# 台灣地位未定論

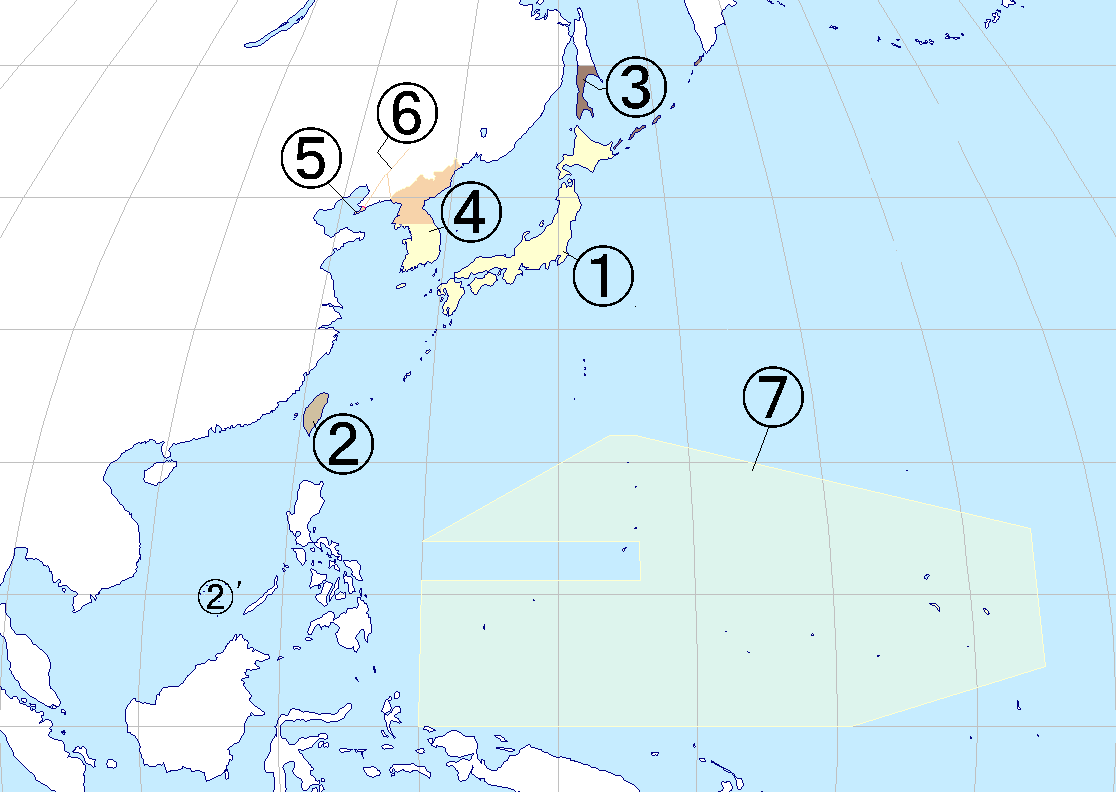
由盟軍最高統帥麥克阿瑟分配的同盟國軍事佔領日本領土示意圖（圖片中著色部份在當時為日本領土），其中包含臺灣。

台灣地位未定論，或稱台灣主權未定論，是關於台灣法律地位的論述之一，認為台灣的主權歸屬未定。 
台灣地位未定之說出現於第二次世界大戰戰後初期，至遲由美國駐台新聞處處長羅伯特·卡度於1946年提出該論述。美國國務院政策規劃局局長喬治·凱南與副手保羅·尼采、美國國務院特別政治事務辦公室主任迪安·魯斯克等人都在1948年提出过台灣地位未定的議論。1949年3月更有駐日盟軍總司令麥克阿瑟表示：「在對日和約簽定之前，台灣仍屬於盟軍總部」；同年4月15日，美國國務院新聞事務特別助理麥克德莫特公開表示台灣與戰時的庫頁島一樣，「其最后地位將由一項和約決定」。麥克德莫特之言是美國官方首次公開表明台灣地位未定。
随着1948年底國共內戰情勢逆轉，美國對於可能被中國共產黨佔領的台灣進行政策檢討。1949年，美國以外交與經濟手段保衛台灣的結果均告失敗，認為台灣終將落入中國共產黨之手。在美國國務院掌握決策優勢下，美國為擺脫介入國共內戰失敗的責任，決定從中脫身。1950年初，美國國務卿艾奇遜草擬一聲明並說服美國總統杜魯門接受。1950年1月5日，杜魯門出面發表該聲明：為實踐《開羅宣言》與《波茨坦公告》，台灣移交給蔣介石四年以來，美國及其它盟國均接受中國在台灣行使權力:67–69，并称“美国对台湾或其他任何中国领土没有掠夺的企图”。艾奇遜當日稍後也闡釋杜魯門的說法表示：中國管理台灣已達四年之久，美國及其盟國對於該項權力與該項佔領從未發生疑問，當台灣被納為中國的一省時也未發出法律上的疑問，因為人們認為那是合法的，現在若干人認為情形改變了，他們認為現在控制中國大陸的那個勢力，對我們是不友好的，而那個勢力，不久將獲得其他若干國家的承認，因此他們就主張：「好，我們等待一個條約吧。」
美國國務卿艾奇遜在1950年1月聲明「美國太平洋防線」不包括朝鮮半島和台灣:76，蘇聯得知後決定支持並軍事援助朝鮮勞動黨的統一朝鮮半島以及中國共產黨的攻佔台灣計劃:65。2月14日中共與蘇聯簽訂《中蘇友好互助條約》，艾奇遜拉攏中共離間蘇聯的計畫宣告失敗，轉變成積極圍堵政策:80。6月25日韓戰爆發，美國為防止中共佔領台灣，杜魯門於6月27日發表聲明派遣第七艦隊協防台灣，實施台海中立化，同時聲明：台灣未來的地位必須等到太平洋地區恢復安全、對日本的和平條約訂立、或經聯合國審議後才能決定。後世普遍將此聲明解讀為台灣地位未定論之起源:113。
本观点的支持者认为，依國際法而言，戰爭的始末是從宣戰到和平條約生效為止，所有經過協議後的權利義務須在和平條約生效以後才能產生法律關係:114。1951年日本與同盟國簽訂《舊金山和約》，1952年又與中華民國政府簽訂《中日和約》，但是在這些和約中，日本都只有表示「放棄」對台灣、澎湖等島嶼的一切權利、權利名義與要求，並未表明台灣主權歸屬於何方:115, 123。
《舊金山和約》簽訂時，絕大多數簽約國代表的共識為台灣的地位暫時未定。中華人民共和國和中華民國政府則與日本另行簽訂和平條約，並依據《開羅宣言》與《波茨坦公告》以及《中日聯合聲明》或《中日和約》來否定台灣地位未定論，並各自主張擁有台灣與澎湖的主權。而美國則視《開羅宣言》與《波茨坦公告》中關於台灣的部份為從未正式執行的意向聲明，且視《中日和約》未處理台灣地位，並認為台灣地位未定。美國不认同中華人民共和國對台灣的主張，亦不认同台灣是主權國家。

## 歷史背景

1945年10月25日，依照盟軍最高統帥麥克阿瑟元帥發佈的《一般命令第一號》，命令台灣日軍向同盟國在台灣地區的受降代表人國民政府主席兼國民政府軍事委員會委員長蔣中正投降，在台北公會堂舉行受降典禮，受降典禮台上懸掛著同盟國英、中、美、蘇四國「同等大小」的國旗。

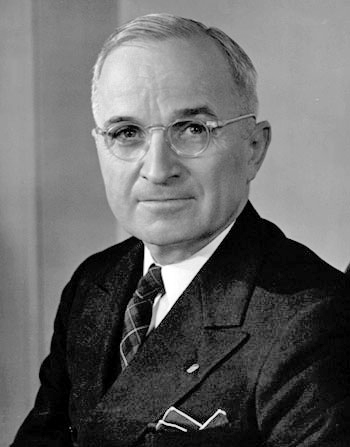
主導二戰同盟國事務的美國總統杜魯門表示：「美國的行動明確表示不損害這個島嶼（臺灣）未來身分地位的政治解決。這個島嶼的實際地位是經由太平洋盟軍的勝利而取自日本的領土。就像其他這樣的領土一樣，在直到有國際行動來決定它的未來前，『它的身分地位不能被固定下來』。同盟國要求中華民國政府在該島嶼上接受日軍的投降，這就是中國人現在在該島嶼上的原因。」

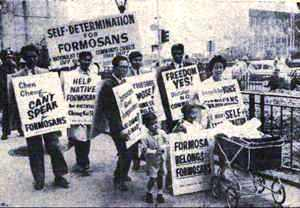
1961年8月4日，中華民國行政院長陳誠在美國紐約聯合國大會發表演說，旅美台灣人前往示威抗議，批評陳誠無法替台灣人說話（can't speak for Formosans），並訴求台灣人民決定自己的命運（Self-determination for Formosans）。

### 舊金山和約前
1945年8月15日，日本無條件投降，第二次世界大戰結束。9月2日，日本簽署《降伏文書》，表明接受《波茨坦公告》，而該公告表示《開羅宣言》的條款必將實施，宣言當中表示作戰的目的包括將臺灣、澎湖列島歸還中華民國。盟軍最高統帥麥克阿瑟依美國總統杜魯門指示發佈《一般命令第一號》，要求日軍向代表同盟國的將領投降以及協助同盟國軍隊佔領日本及其控制地區，其中在中國（東三省除外）、臺灣和越南北部的日軍應向獲授權的同盟國代表國民政府軍事委員會委員長蔣介石投降。蔣介石交由何應欽分別委派16名將領分區受降，10月25日至臺灣受降主官為陳儀。
1945年9月1日，中華民國國民政府將「軍事接管臺灣」任務劃歸警備總部負責，警備總部依據「臺灣省收復計畫大綱」，與美軍連絡組共同研討，以軍事佔領原則制訂《臺灣省佔領計畫》。國民政府最後確立「軍事接管臺灣」，而將臺灣列入中國戰區。陳儀抵臺後，於10月28日頒發〈行政長官公署署字一號命令〉並舉行臺灣地區軍事接收委員會會議，討論臺灣地區軍事接收委員會之組織章程與接收辦法，另於10月30日頒佈〈台灣地區軍事接收委員會組織規程〉與〈臺灣省警備總司令部軍字第一號命令〉，明令11月1日起開始，進行軍事佔領。
在日本戰敗後至1947年「二二八事件」發生之前，台灣民間已經有學者公開表示，陳儀奉派接收台灣只是戰勝國的接收（即軍事佔領），而不是台灣主權的轉移，國民政府統治台灣與麥克阿瑟統治日本一樣，都是臨時性的，台灣地位仍然未定。且早在1946年，美國駐台新聞處處長羅伯特·卡度就已多次宣揚台灣地位未定論，主張讓聯合國託管台灣。
1946年1月12日，中華民國在和平條約尚未締結的情況下，將臺灣人的日本國籍改為中華民國國籍。接著，陳儀突然在2月間發佈命令，預定於9月開始在臺灣徵兵，將臺灣青年徵調到中國大陸加入中國國軍、鎮壓共產黨徒。由於駐臺國軍軍紀敗壞、民怨四起，尤其是陳儀政府的貪腐，早已成為臺灣人茶餘飯後的指責話題，所以此次徵兵命令一出，立刻在臺灣引起強烈反對，臺灣地方首長們提出臺灣法律地位的問題，報刊作家和演說家也主張臺灣在法律上是「被佔領的敵國領土」，因而無須服從「佔領當局」的徵兵命令。隨後，向駐日盟軍總司令請願的呼聲越來越高，有些人建議向聯合國請願，有些人建議直接向美國請願。陳儀見狀，遂放棄了徵兵的計畫:204–205。
同年8月份，英國駐華大使館針對年初中華民國片面更改臺灣人的國籍一事，致函中華民國外交部表示反對，信函中說：「關於台灣島之移轉中國事，英國政府以為仍應按照一九四三年十二月一日之開羅宣言。同盟國該項宣言之意不能自身將台灣主權由日本移轉中國，應候與日本訂立和平條約，或其他之正式外交手續而後可。因此，台灣雖已為中國政府統治，英國政府歉難同意台灣人民業已恢經復中國國籍。」11月21日，美國國務院也針對在日臺灣人的國籍問題知會中華民國駐美大使館，立場與英國一致：「日本管轄之豁免，初非意在授予為數約二萬自稱臺灣人者，他們在戰爭期間乃是敵國國民，除曾依照合法手續個別脫籍者之外，依日本法律仍然保有日本國籍……應注意的是，從法律角度而言，臺灣主權之移轉尚待正式化，在適當之時或將有一割讓條約來實現主權之移轉並對臺灣居民之國籍做適當改變。」荷蘭、日本政府也持相同立場，認為在締結和平條約之前，臺灣人依然具有日本國籍:417。
1947年2月中旬，在二二八事件發生前，一群臺灣青年前往美國駐台領事館遞交了一份致美國國務卿馬歇爾將軍的請願書。這些青年在請願書中向聯合國沉痛地陳述道，臺灣已被中國人的不當統治蹧蹋地不像樣了，慘況前所未見，開羅會議把臺灣人推入「人間地獄」，與會者們對於臺灣人此時此刻在苦難中掙扎都有責任。請願書中接著表示臺灣人的國籍仍是一個懸案，在聯合國與日本簽定和平條約之前，臺灣還未被歸還給中國，在這樣的情況下，臺灣還有一線希望。青年們在請願書的最後請求聯合國幫助和友善地介入治理臺灣。:250–251
二二八事件發生後第六天，3月6日，美國駐華大使司徒雷登致函美國國務卿馬歇爾，轉達美國駐台領事館的來函，該份來函中說：「臺灣人強調美國因為開羅會議而產生的責任，並有意在主權最終移交給中國之前訴請美國協助聯合國介入。全島性的負責團體正準備正式請願，並已告知領事館。我們收到的其中一份請願書是要給馬歇爾將軍的。由盟軍最高司令部進行臨時管理的可能性獲公開討論。……美國的聲望很高，臺灣人深切希望美國介入，他們相信在目前日本擁有法律上的主權的情況下，向南京交涉並直接介入對於聯合國而言是正當的。」
1947年3月底，《紐約時報》對二二八事件的兩份報導中稱，目擊中國軍警搶劫和屠殺臺灣人的外國人士表示臺灣人對中國人的敵意已經加深，臺灣人佔領屏東市政府的時候歌唱《星條旗》，「中國對該島嶼的取得尚未透過國際條約正式化，這在對日和約締結之前都無法發生，臺灣人知道這一點，有些人在談論向聯合國請願將該島列入國際託管，他們強調中國對臺灣的歷史主張比不上更早之前就已在此從事貿易活動的日本人、荷蘭人、葡萄牙人。」
到了6月30日，英國國會下議院也出現了關於二二八事件和臺灣法律地位的議題。英國國會議員哈瑞斯在國會中向英國外交部詢問有關3月間在臺灣發生的大屠殺和暴動的資訊，以及臺灣被分配給中國是決定性的或臨時性的。對於臺灣法律地位的問題，英國外交常務次官梅修答道：「國王陛下政府的看法是，日本先前所擁有或合併的領土，必須等到最終的對日和平會議才能正式進行領土移轉。」
1947年7月29日，臺灣警備總司令部戰犯軍事法庭審判辜振甫等五名臺灣仕紳，以其在1945年8月20日前後向臺灣總督府尋求協助臺灣獨立為由判其有罪。此判決出現後，中華民國國防部長白崇禧行文司法院表示不同看法，白崇禧指出臺灣在1945年8月15日至9月2日之間是否為中華民國領土之事存在疑義，並進一步指出一般議論者有以下不同見解：「（一）依國際公法上一般公認之原則，國家領土之得失須以媾和條約為準據，當時臺灣之割讓與日乃依據中日馬關條約，故在國際間久已公認為日本領土。此次波茨坦宣言中雖有臺灣應返還中國之規定，但日本之接受該項宣言是為一種諾言，換言之僅係媾和條約之預約，與媾和條約之締結顯然有別。在媾和條約未締定以前，中國之於臺灣事實上為占領性質，法律上之土地主權變更手續既尚未完成，故在國際公法上，猶不能認為中國領土。（二）臺灣原為中國領土因戰敗而被迫割讓者，此次返還中國其性質與割讓有異，前說自嫌未盡合理，惟其返還既係根據波茨坦宣言而來，則其開始重入中國版圖之日期應以波茨坦宣言為日本正式接受之日為準。質言之，即應以三十四年九月二日日本向盟國正式簽訂降約之日為準，同年八月十五日日皇廣播，答復盟國『願意接受波茨坦宣言』僅係口頭上之意思表示，依國際慣例並無若何拘束力可言，設使事後全部或一部推翻其諾言，在法律上亦不負任何責任，自該日起即視波茨坦宣言為已發生效力而認臺灣為中國領土似嫌欠缺法律依據。」
1947年10月15日，美國駐台新聞處長羅伯特·卡度向台灣某參政員表示，「開羅會議公報和波茲坦宣言雖然規定將臺灣歸還中國，但對日和約未締結以前，臺灣的歸屬實尚未確定。美國有意將大西洋憲章適用於臺灣，那個時後，臺灣人可以由自己的意志來決定臺灣的歸屬。」
1948年秋，中國國民黨在國共內戰中節節敗退、每況愈下，蔣介石及國民黨高層開始將資產、技術人員、家屬等轉移至臺灣，準備在其失守中國大陸時撤往臺灣，將臺灣當作最後的反共基地:548。至此，美國已對蔣政權失去信心。對於國民黨人員陸續抵臺，美國駐台北總領事克倫茨（Kenneth C. Krentz）向美國國務院發出警告表示，如果蔣介石及其政府部門遷臺，必將危及臺灣的和平與安全。美國國務院也持相同意見。為阻止蔣介石遷臺，美國方面在臺灣接觸了先後擔任臺灣省主席的魏道明和陳誠:548。
自1948年底，國共內戰情勢對中國國民政府相當不利，美國政府已著手針對可能被中共佔領的台灣進行政策檢討:68。同時，美國政府內部陸續出現有關台灣地位「究竟誰屬」的議論，國務院政策規劃局長喬治·凱南與副手保羅·尼采、美國國務院特別政治事務辦公室主任迪安·魯斯克等人，都曾在公開和秘密場合提出「台灣地位未定論」的論調，這項論調隨著國共內戰局勢的惡化，而逐漸浮上美國政府對華政策的檯面上。
10月份，美國國務院建議將台灣交由聯合國託管。11月，克倫茨密會了魏道明，魏道明告訴克倫茨，蔣介石引退後打算去臺灣，魏道明並表示如果能取得一千萬美元貸款作為心理支持，他可以實現臺灣自治並且說服蔣介石不要來臺灣。但在12月24日，蔣介石突然任命陳誠取代魏道明:548, 549, 552。

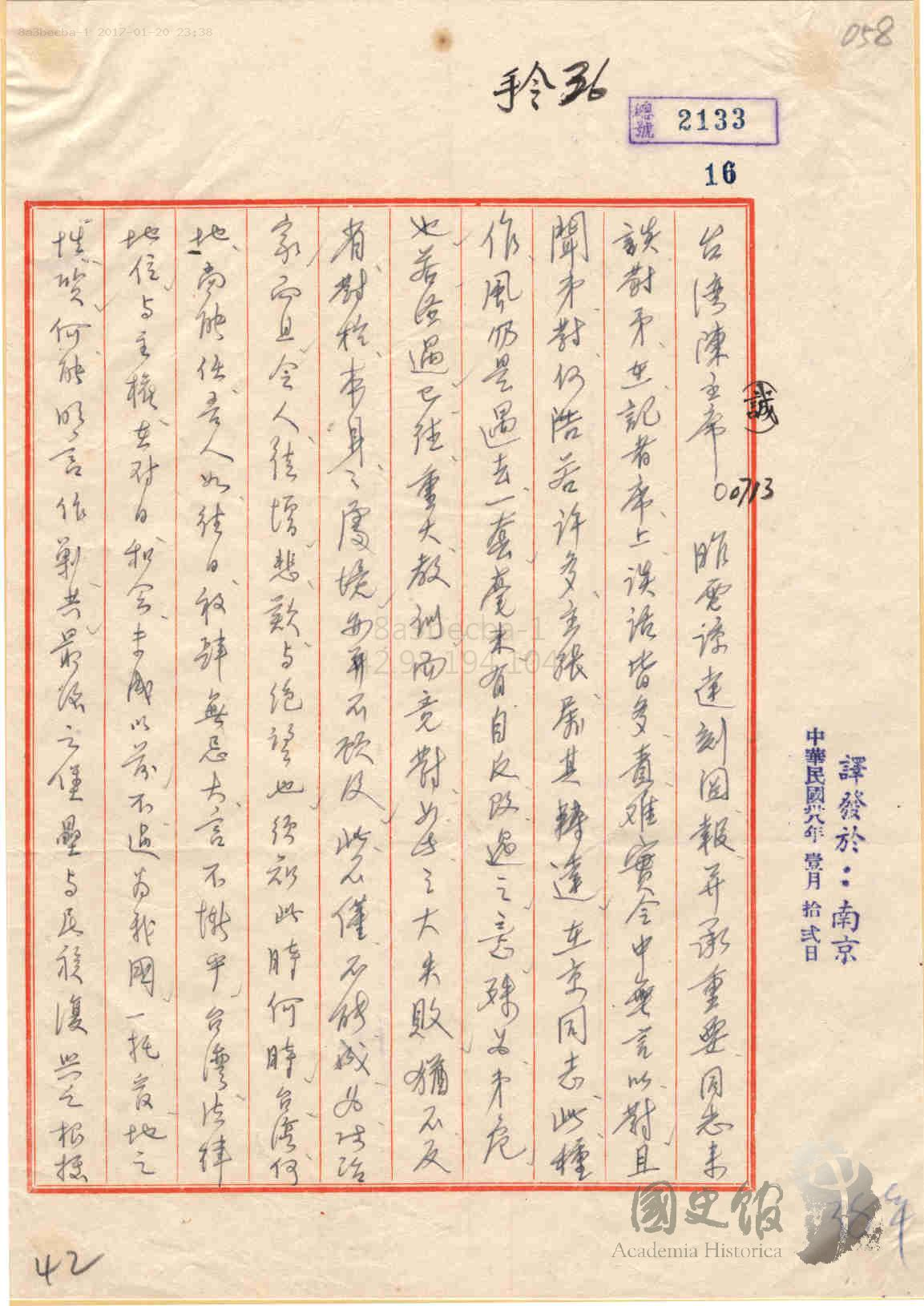
1949年1月12日，蔣介石於南京發給陳誠的手令，提及「台灣法律地位與主權在對日和會未成以前，不過為我國一託管地之性質」（意即暫時性代表同盟國接管台灣，只有治權而沒有主權），文件來源：國史館蔣中正總統檔案。

1949年1月5日，針對蔣介石準備向臺灣撤退之事，美國駐華大使司徒雷登的私人顧問傅涇波拜訪了中華民國副總統李宗仁。李在其回憶錄中對此記載：「司徒大使遣其私人顧問傅涇波來見我說，美駐華軍事代表團團長巴大維將軍聞悉蔣氏有計畫地放棄大陸，經營台灣，甚為詫異。……巴大維將軍並認為台灣係美軍從日本手中解放出來的。雖開羅會議時有歸還中國的協定，但在對日和約尚未簽訂之前，其主權誰屬，究未有法律的根據。今蔣總統即欲據為已有，作為撤退海、空軍的基地，似有潛越之嫌。巴大維將軍擬請司徒大使向蔣總統提出口頭的抗議，但是司徒大使尚未決定採取任何行動，故特遣傅君先來問問我的意見。」同一天，陳誠正式就任臺灣省主席，並在就職記者會上強調要使臺灣成為一個復興中華民族的堡壘。不過陳誠的這番話並未獲得蔣介石的認同，蔣介石在1月12日致電告誡他：「須知此時何時，台灣何地，尚能任吾人如往日放肆無忌，大言不慚乎。台灣法律地位與主權在對日和會未成以前，不過為我國一託管地之性質，何能明言作剿共最後之堡壘與民族復興之根據地，豈不令中外稍有常識者之輕笑其太狂囈乎。」
1月19日，路透社駐南京分社報導：「對於南京政府一部份遷往台灣，美國已向國民黨警告，在對日和約簽訂之前，美國根據開羅協定，盟總對台仍負有任務，故南京政府可遷往廣州，不能遷往台灣。」1月22日，合眾社駐台北分社亦報導了該問題：「如蔣介石真的前往台灣，逃避中共的報復或在台設立流亡政府，那麼他將在一個非正式屬於中國的領土上進行活動。根據1943年的〈開羅宣言〉，中國對於台灣僅有實際管轄權，而真正合法的統治權，有待對日和約簽訂之後。」
1949年3月份，駐日盟軍總司令麥克阿瑟在東京宣稱，「在對日和約簽定之前，台灣仍屬於盟軍總部」。3月14日，美國中央情報局發表報告：「從法律角度來看，臺灣不是中華民國的一部份。在等待對日和約的期間，該島嶼仍是被佔領的領土……無論是美國或任何其他強權都沒有正式承認臺灣被併入中國……現在在臺灣有一種強烈想要自治的情緒，但情況被本土臺灣人和中國國民黨的利益衝突複雜化。臺灣人極度怨恨國民黨政府自VJ日以來在臺灣的表現。中國統治者已經剝削本土人民到了極限，不顧人民的福祉或島上的資源保育……國民黨的陸軍、海軍、空軍不僅效率低，連忠誠度和作戰的意志力都是問題。此外，這樣的一個亡命政權會因為本土人民的敵視而變得不穩定，在這種情況下，本土人民會越來越容易被共產勢力影響。」
同年4月15日，美國國務院新聞事務特別助理麥克德莫特公開表示台灣與戰時的庫頁島一樣，「其最後地位將由一項和約決定」。這是美國官方首次公開表明台灣地位未定。
自陳誠接替魏道明之後，美國便開始陸續接觸陳誠。陳誠為爭取經濟援助，起初曾向美方表示贊同成立自治政府，並表示蔣介石不會出來主事等等，但後來在5月12日則向美方表示自己追隨蔣二十年，不可能拒其來臺。美國於是不再與他談經援的事情。:549
1949年5月18日，美國國務卿艾奇遜致電美國駐廣州總領事館，其中對臺灣地位表示：「國務院對臺灣地位的立場已於國務院發言人的聲明中言明，最終的決定必須等候對日和平解決方案之議定。」
5月25日，美國駐英大使刘易斯·道格拉斯向美國國務卿艾奇遜回報英國朝野對於臺灣問題的反應，當中提到英國外交部官員埃斯勒·德寧表示：「萬一有中國亡命政府或中國流亡政府設在臺灣──其目前還不是中國的合法領土──英國政府很可能就在淡水安排一間領事館作為英國在中國的大使館辦公室。」
1949年6月18日，蔣經國於其日記中記載蔣介石說：「英、美恐我不能固守台灣，為共軍奪取而入於俄國勢力範圍，使其南太平洋海島防線發生缺口，亟謀由我交還美國管理……」。20日，蔣介石接獲中華民國駐日代表團電報稱：「盟總對於台灣軍事頗為顧慮，並有將台灣由我移交盟國或聯合國暫管之擬議」，蔣介石極為憂慮，立即覆電，請該團負責人就此事與麥克阿瑟元帥詳談。
6月24日，蔣介石抵達臺灣，並於7月10日應菲律宾总统季里諾之邀訪問菲律賓。英國《经济学人》週刊接著於7月16日與23日連續兩週刊載以臺灣為主題的報導，16日的《臺灣的未來》一文寫道：「蔣將軍從他在臺灣的堡壘前往菲律賓的旅程已經使得臺灣的前途問題比起先前更加緊張，該地直到與日本簽訂和平條約之前，在國際法上仍屬於受中國佔領的日本領土。……臺灣人與日本投降後來自大陸的入侵者之間所存在的緊張關係使得狀況更加複雜化。臺灣人在1947年時發起反抗，但遭到非常嚴厲的鎮壓。……目前沒有人對臺灣居民的期望給予關注，但相關的考量應該値得討論。如果在任何時候撤銷對國民政府的承認，那麼與該政府之間所訂下的關於在戰後暫時佔領臺灣的協議也將會終止，除非這些協議能明確地在有利於共產中國的情況下更新；與此同時，最高權力將會回歸到盟軍最高司令部，作為其對所有日本領土職責的一部份。」23日的《在臺灣的中國人》一文寫道：「在太平洋戰爭期間制定處置日本殖民帝國的計畫時，沒人預料到臺灣島返還中國會有任何問題。日本在1895年時就從中國手上兼併了臺灣，作為前一年中日戰爭的戰利品；絕大多數人口說漢語，以及在族裔背景和先前領有的基礎下，中國對於該領土之返還似乎具有毫無爭議的主張。因此，當日本在1945年投降時，不但中國被同意應該承擔對臺灣的軍事佔領，而且中國更在日本正式割讓之前就被視為已將臺灣納為中華民國的一個省份——這在和平條約締結之前都無法生效。」
1949年11月14日，英國國會議員提靈質詢關於臺灣的最終處置，負責答詢的英國外交常務次官梅修表示，臺灣法律地位的改變只有在對日和約中才能正式實現。
美國為了擺脫對華政策失敗的責任，在杜魯門總統同意下，由國務卿艾奇遜主導撰寫出版有關遠東政策之《中美關係白皮書》，並於1949年8月5日發表。該書出版之主要目的是為美國錯誤的對華政策卸責，並試圖打開與中共談判之大門，以承認中共政權。白皮書對中國局勢立即就有了影響，不只美國眾議院否決了對華援助款項，美援就此中斷，中國將領固守廣州的決心亦為之動搖。11月，國民政府的局勢每下愈況，廣州已告失陷。此時，美國對華政策，幾乎劃下休止符，兩國外交關係陷入谷底。中國人民解放軍則在福建部署重兵準備犯台，台灣安全危在旦夕。:72–73
12月1日，美國國家安全會議應國務院之要求，發表報告NSC37，就參謀長聯席會議意見，分析台灣及附近島嶼（包括澎湖群島）一旦被克里姆林宮所指揮之共產黨佔領後對於美國在安全上之戰略意涵。參謀首長聯席會議同時將呈送給國防部的備忘錄分送給相關單位。美國政府對情勢危急的中國政府予以慎重評估，並認為台灣有可能淪陷於共產黨手中。:68
1949年，美國國務院認為以外交與經濟手段保衛台灣已告失敗。隨著國共內戰情勢發展，台灣極有可能淪陷。6月9日，美國國務院遠東司開始對台政策進行再檢討，儘管台灣戰略地位非常重要，美國參謀首長聯席會議仍堅持原來意見，以美國現有軍力與全球各地所擔負的義務呈現不平衡狀態，認為美國無法在台用兵。:68
1949年12月14日，美國陸軍部副部長崔西·佛西斯將其過去兩週在日本考察期間與麥克阿瑟所進行之會議的記錄提交給國防部長路易斯·阿瑟·约翰逊。記錄中寫道麥克阿瑟表示：「在對日和約簽訂之前，福爾摩沙在法律上仍為日本的一部份。在波茨坦的協商認為日本的四個本島以外的區域應分別被分配給幾個盟國管理，直到條約得以簽訂。依這項計畫，福爾摩沙被分配給了中國……在和約簽訂之前，中國國民政府只是一個託管者而已。」
1949年，中國共產黨成立中華人民共和國；中華民國政府播遷至台灣，面臨中國人民解放軍可能渡海進攻的威脅。從這時候開始，不但關於「中國代表權」的爭論開始浮出檯面，台灣本土派人士認為台灣主權地位的走向也顯得不確定。
1950年1月5日，在艾奇遜的說服下，杜魯門出面發表艾奇遜草擬的聲明，表示美國支持開羅會議的決議、盟國對中國統治台灣四年的事實已經予接受，指出美國無意在臺灣建立軍事基地，亦不供應軍事援助給臺灣，並表示美國政府不再介入國共內戰之衝突:68–69。此聲明被後世解讀為「袖手旁觀政策」。當日稍晚艾奇遜也在例行記者會上闡釋杜魯門的聲明表示：「中國管理台灣已達四年之久，美國或其他任何盟國對於該項權利及該項佔領，從未發生疑問。當台灣改為中國一省時，沒有一個人發出法律上的疑問，因為人們認為那是合法的。現在若干人認為情形改變了，他們認為現在控制中國大陸的那個勢力，對我們是不友好的，而那個勢力，不久將獲得其他若干國家的承認。因此他們就主張：『好，我們等待一個條約吧。』」。中華民國總統蔣介石在革命實踐研究院演講時表示：“台灣的主權是沒有問題的，只是有一些法律程序還未完成，須待對日和約的簽訂”。
1月12日，艾奇遜在國家記者俱樂部的演講中提及「美國太平洋防線」不包括朝鮮半島及台灣、美國不會為保護這些地方而採取軍事行動:76:64。原本，蘇聯共產黨總書記斯大林不同意金日成在1949年9月提出的「統一朝鮮」計劃，原因是戰爭若出現相持局面則會給美國提供干涉朝鮮的理由；斯大林也不同意毛澤東在1949年12月要求的軍事援助攻佔台灣，理由是蘇聯有雅爾達協定之約束而不能干涉協定中屬於美國防禦圈的範圍:64–65。但在杜魯門聲明、艾奇遜談話發表之後，斯大林認為美國主動放棄了雅爾達協定劃定的範圍，因而決定支持並軍事援助「統一朝鮮」以及中共攻佔台灣的計劃:65。由於亞洲地區有朝鮮勞動黨、中國共產黨及越南勞動黨相繼成立共產主義國家，代表蘇聯在亞洲的勢力不斷擴張。美國國務卿艾奇遜的「離間蘇聯」計畫前功盡棄，故開始思考加強軍備，準備採取更為強硬之全球性圍堵工作。亞洲新情勢發展，使美國政府愈發認識到台灣一旦受中共統治，成為蘇聯軍事基地之可能性提高，後果堪慮，這使得美國政府不得不重新檢討政策以為因應。1950年2月《中蘇友好同盟互助條約》簽訂後，美國政府改為採取積極的圍堵政策:80。
1950年2月15日，英國外交大臣歐內斯特·貝文回覆香港首席大法官捷臣詢問的臺灣地位問題：「福爾摩沙在1943年是大日本帝國領土的一部份，國王陛下政府認為福爾摩沙現在按照法律仍然是這樣的領土……1945年10月25日，由於一項基於盟國間的協商所發佈之命令，在福爾摩沙的日軍向蔣介石投降。於是，經過盟國的同意，福爾摩沙之管理由中華民國政府承擔。」
1950年6月25日，韓戰爆發，為了堅守西太平洋的反共防線，美國政府一改先前的消極態度—杜魯門於兩天後發表「韓戰聲明」(Korean War Statement)，除了宣佈台灣海峽中立化，派遣第七艦隊協防台海外。美國總統杜魯門同時表示：「台灣若遭共產勢力占領，將會對太平洋區域及美國於此區之維和勢力造成直接威脅……台灣未來的地位，必須等待太平洋地區的安全恢復，以及對日本的和平條約成立，或經過聯合國討論後，再作決定。」此即為台灣地位未定論的起源。
7月中旬，美國駐英大使道格拉斯與部份英國外交部官員交涉遠東事務，後者認為臺灣應該依開羅及波茨坦宣言交給共產中國，且無法理解美國為何以第七艦隊阻止。道格拉斯在回應中表示，儘管開羅及波茨坦宣言聲明了將臺灣歸還中國之意向，但是「臺灣的主權尚未移轉給中國乃是事實」。道格拉斯強烈質疑兩三個國家便可決定將臺灣主權交給中國之合法性，並表示除非透過國際協定，或對日和約，或依據聯合國合法決定的其他方式，否則臺灣主權無法移轉給中國。
7月26日，英國國會議員艾瑞克·弗萊榷爾向英國外交部詢問，英國政府對中國共產黨的承認是否有引申為承認其對臺灣之權利。英國代理外交大臣肯尼斯·楊格答覆：「國王陛下政府在法律上承認中國中央人民政府為中國之合法政府，其有權享有中國國家之權利。臺灣在法律上迄為日本領土，故無所謂臺灣政府。日本投降後當時之中國政府，經其餘盟國同意，承擔了對臺灣的臨時治理，然該領土仍須俟和平解決方案對其地位作最後之決定……鑒於目前對臺灣的治理之臨時性質，國王陛下政府期望臺灣之處置能在對日和平解決方案中謹慎決定。」
7月28日，美國國務卿艾奇遜令駐英大使路易斯·道格拉斯向英國表明，由於世局已經發生許多變化，實非開羅會議時所能預見，使得美國不能以開羅宣言作為臺灣地位問題的定論。艾奇遜指出以下變化：第一、蘇聯對開羅及波茨坦宣言的有關承諾，如朝鮮獨立，及支持國民黨政府等，皆已棄置不顧；第二、在日本投降後接下管理臺灣之責任的國民黨政府，不夠稱職；第三、把臺灣交給開羅宣言時期的中華民國是一回事，把它交給支持莫斯科及與自由國家為敵的北京政權是另一回事；第四、因為中國政局劇烈改變，滿懷敵意的專制政權在北京建立，難道民主國家不能質問：為什麼不與臺灣人民協商，或不採用適用於殖民地人民的聯合國憲章原則，便把臺灣交給這樣的專制政權？
1950年8月25日，依美國總統杜魯門的指示，美國常駐聯合國代表沃倫·奧斯汀致信聯合國秘書長賴伊，並要求將該信轉發給所有安全理事會成員國。信中解釋美國派遣第七艦隊進入臺灣海峽之舉並非如中國共產黨指控的「侵略臺灣」，而是要保護臺灣免於任何攻擊，以待太平洋地區恢復安全之後，始得決定臺灣未來的地位。信中同時提到：「美國的行動對該島嶼未來的政治地位之解決，不預存立場，此業經表明。該島嶼的真實地位是，其為盟軍在太平洋地區獲勝而從日本取得的領土。如同其他類似的領土一樣，它的法律地位在有國際行動決定其未來之前都無法定案。中國政府被同盟國要求接受日軍在該島嶼的投降，這是中國人現在在那裡的原因。」

### 舊金山和約與中日和約
1950年9月8日，杜魯門指派美國國務院外交政策顧問杜勒斯協調和平條約之議定:427。9月14日，杜鲁門授權美國國務院就締結對日和約一事與遠東委員會各成員國進行非正式協商:23。對於和約中的臺灣問題條款，杜勒斯初步擬定的草稿為，日本僅放棄臺灣主權，且該島嶼之永久地位將由美、英、蘇和中國等四強共同代表所有簽約國決定，假使四強無法在一年內取得協議，則將該問題交由聯合國大會處理:427。
9月20日，美國向第五屆聯合國大會提出議案，要求將臺灣問題列入聯合國大會議程。9月21日，第五屆聯合國大會美國代表團團長艾奇遜致信聯合國秘書長賴伊詳述提案原因，信中引述開羅宣言和波茨坦宣言的內容以及日本投降，但提到「臺灣正式移轉給中國尚須等待對日和約之締結，或其他適當的正式動作……美國政府已充分表明其所採取的有關臺灣之措施並不妨礙臺灣長久的政治地位，美國對臺灣沒有野心，也不尋求特別地位或特權。美國還認為，臺灣及其將近八百萬居民的未來，應該依聯合國憲章之規定，和平解決。」
1950年10月20日，杜勒斯在紐約會晤中華民國駐美大使顧維鈞，並遞交美方制定的對日講和原則之草案。在雙方就對日和約的領土問題交換意見時，顧維鈞問：「所謂臺灣問題，美已提交聯合國大會討論，究竟美方用意及希望如何？」杜勒斯答：「須待余下星期一與艾卿商談後方能作答。但美之用意，欲將臺灣地位暫付凍結，因美雖切望世界大戰不再爆發，但並無把握；深不願臺灣落入仇視美國者之手，尤不願為蘇俄利用。美國人力不足，對太平洋防衛，祇能利用海軍空軍樹立強固防線。倘一朝有事，美能控制亞洲沿海大陸，而臺灣島正在此防線之內。凍結臺灣島地位，即是維持中國國民政府地位。故深盼貴國代表不在聯合國會議席上積極反對美國對臺立場。如貴國政府為表明貴國立場，而聲明臺灣為貴國領土，美可瞭解。但如貴國在會議席上堅決反對美國對臺立場，力與爭辯，未免增加美國困難，使美不能貫澈保持臺灣，維持貴國政府國際地位之宗旨。蓋如美亦認臺灣已純為中國領土，不特貴國政府代表權問題即須解決，而美之派遣第七艦隊保臺，及自取領導地位，出為主持此案，亦將失卻根據。」:6
1950年10月27日，顧維鈞將其與杜勒斯會談結果致電中華民國總統府秘書長王世：「美向聯合國提出臺灣問題，意欲保障臺灣安全不使仇者取得，尤不願為蘇聯利用危及美國在太平洋之防線。故採臺灣中立化政策，先令第七艦隊執行。繼因英國聲明不能贊助，印度傳達中共堅決反對之意，中共地大物博，萬一實施攻臺，不特遠東戰爭擴大，美單獨抵抗，犧牲必巨，勝券難操，不如以和平解決為口號，將此問題付諸聯大公同討論。既以表示美國對臺毫無野心，緩和中共，且期將保臺責任，由聯合國分擔。賴此一舉，解除目前軍略與外交上兩重困難。此舉原為美國本身利害計，並非有所愛好欲示我者。但美維持臺灣現狀政策，影響所及，不得不維持我政府之國際地位，以免其他種種糾紛。即杜顧問所謂凍結臺灣，即是維持中華民國政府地位云云。然美欲達此目的須有根據。故特別注重臺灣島雖經開羅會議決定，波茨坦追認，日本放棄，然尚未完全成為中華民國領土，仍須由和約正式規定。美惟採此立場，方能貫徹其保臺宗旨，而維持我政府地位。否則中共所堅持臺灣為中國領土，而視美對臺措施為干涉內政，按之聯合國憲章第二款規定，美亦將難辯護。職此之故，杜顧問深望我不堅決反對美之立場，以致損害美我兩方共同利益。」:30–31
1950年12月8日，杜魯門與艾德禮在華盛頓舉行會談，並於會談結束後發表聯合聲明，當中提到：「關於臺灣問題，我們已注意到兩個中國都主張開羅宣言具有效力且表示不願意讓聯合國關注此事。我們一致認為此問題應該以和平的方式解決，才能保障臺灣人民的權益及維持太平洋地區的安全與和平，聯合國的關注將有助於達成這個目標。」
12月19日，顧維鈞再次與杜勒斯就對日和約問題會晤時表示：「關於臺灣等領土問題，我認為祇須日本依照波茨坦宣言投降條件，聲明放棄對該項領土等一切主權，由協約國自行處理，毋須日本各別追認撥歸何國。」杜勒斯回答：「此亦是美之主張，但臺灣問題或仍須先由聯合國討論，且杜魯門、艾德禮會議之公告，亦曾提及此點。否則美之派艦保臺之舉，似無根據。同時為應付聯合國內主張臺灣應歸中共之若干會員國起見，亦不得不將該問題留在聯合國議程上。」:11–12
一星期後，美國政府在12月27日向蘇聯常駐聯合國代表雅科夫·馬利克遞交了一份備忘錄，答覆馬利克在一個月前代表蘇聯政府詢問有關美國提議的對日和約之暫時議定原則的若干問題。美國在備忘錄中說道，雖然開羅宣言聲明要將臺灣、澎湖歸還中華民國，但美國認為此宣言和其它戰時宣言一樣都必須服從於將所有相關因素納入考量的最終和平解決方案，並且美國認為有必要對照聯合國憲章來考慮開羅宣言等宣言，聯合國憲章的條款優於任何國際協議。隔天，美國在一份公報中向新聞界公佈了美國答覆馬利克的全文。:41–42
1951年1月初，杜勒斯受命擔任商定對日和約的美國總統正式代表，全面展開與各國間的訪問與協商工作。1月22日，顧維鈞向杜勒斯提交一份節略，轉達中華民國同意締結對日和約的意向。
1951年2月份，杜勒斯先後訪問了菲律賓、澳洲、紐西蘭，針對二戰善後問題以及對日和約之締結與各該國交換意見。12日，杜勒斯首先在馬尼拉馬拉坎南宮與菲律賓總統季里諾進行會談，季里諾強調菲律賓深切關切臺灣的未來，並表示不同意美國所持的「臺灣的未來應只由四強決定」之立場。季里諾認為某種形式的聯合國託管應該會是最令人滿意的解決方法。杜勒斯向季里諾答道，美國最初的立場只是暫時性的，美國當然希望能夠仔細考慮菲律賓政府的見解，且他自己長期以來也認為聯合國託管可能是最好的解決方法，然而國民黨政府完全反對這樣的方法，因此另尋其他方案才有助益。17日，杜勒斯在坎培拉會晤澳洲外交部長波西·司班德，在對日和約的臺灣事項上，司班德表明，如果該和約的意圖是要確認國民黨政府對臺灣的主權，那麼澳洲政府將持嚴重保留意見，澳洲政府不殷盼承認中國共產政權，但對於繼續承認國民黨政府感到非常不悅，並且不願看到臺灣被交給這個政府進而鞏固了它。杜勒斯回答，臺灣呈現了一個困難的問題，「我們無意確認國民黨政府對臺灣的主權」。司班德建議，最好的解決方法是讓日本放棄主權，不指明將主權移轉給誰。2月25日，杜勒斯返抵美國:1028–1029。
在杜勒斯與菲律賓、澳洲、紐西蘭等國協商之後，和約內容逐漸成型。此時美國已放棄原先將臺灣問題交由四強決定，如四強未能解決則交由聯合國大會處理之方案，而是改以維持臺灣地位未定之方案。原因是美國認為若交由聯合國大會處理，聯合國大會很可能會將臺灣交給中華人民共和國，此外也必須充分尊重臺灣住民的意願。並且基於戰略考量，在條約上使臺灣地位未定，也使美國派遣第七艦隊阻遏臺灣落入中共之手能繼續保有法律根據。於是，和約草案轉而只規定由日本放棄主權，未明定歸屬。
杜勒斯回美國之後，也與蘇聯常駐聯合國代表馬利克接觸，討論蘇聯繼續商談對日和約的可能性。但是馬利克向新聞界發表聲明否認任何這樣的意願。於是美國國務院在3月5日正式答覆表示，美國將繼續設法就和約條款取得全面協議，但決不讓任何人獲得「否決和平之權」。換言之，美國政府的立場相當明確，無論蘇聯參加與否，它都要進行締結和約的工作。:1029
3月中旬，巴黎法新社報導，法國政府已經收到了美國對日和約草案的詳細內容。所要採取的方式將是每個國家與日本締結一條雙邊條約，但條約內容將是相同的，並且希望所有這些雙邊條約都盡可能同時簽字。報導進一步說，由於蘇聯的阻撓，同盟國無法締結一條多邊條約，因此蘇聯應負延誤之責。關於中國，該電訊說，西方國家對於中共政權的意見分歧，是中國無法參加對日和約的原因。:1029
3月底，美國將對日和約草案的初稿分送五十三個有關國家供評估。然而，去年初已率先承認中華人民共和國的英國政府，開始對美國施壓，要求允許中華人民共和國獲邀參加任何對日締結和約之談判。3月30日，英國駐美大使奧利佛·法蘭克斯向杜勒斯表示，英國政府主張中國中央人民政府應獲邀參加對日和約之協商與締結，至於美國政府所提日本放棄臺灣主權等措詞，英國政府認為有些含糊，應該寫明日本讓渡主權給中國，而不具體指明是哪個中國。杜勒斯回應，這些提議會給美國帶來許多困難，但美國會仔細考慮英國的見解。4月2日，杜勒斯向法蘭克斯回覆，由於美國政府不承認中華人民共和國政府，自不可能邀請它參加對日和約之協商與締結，至於臺灣，美國政府認為對日和約不應忽然消除國際間對於處置臺灣的所有關注，也不應導致日本被捲入糾紛或在將來有機會聲稱接受日本讓渡臺灣的「中國」不是和約本意的「中國」。杜勒斯接著詳盡地重申了美國對臺灣的立場，以及未經臺灣居民的意願就將它移交給一個共產政權是不可取的。
1951年5月3日至5日，麥克阿瑟應邀出席美國參議院軍事委員會和外交委員會舉行的聽證會。4日，面對聽證會主席詢問臺灣地位是否已透過條約決定了，麥克阿瑟回答：「還沒有。在法律上，它仍然是戰敗的日本的一部份。對大日本帝國的各個部份的處置還沒有正式決定。有一些協議業經商討，據我了解，在雅爾達和其他地方，但在法律上，臺灣仍然是大日本帝國的一部份。……盟國將臺灣的治理及託管職責交給了中國，一如日本被交給了我們，而且現在仍處於這樣的狀態下。」
1951年5月下旬，美國新聞界有報導稱，英國政府、印度政府都與美國國務院交涉，聲明反對中國國民政府參加簽訂對日和約。這些報導同時透露，英、印兩國政府還積極聯合與對日和約有關各國，特別是英聯邦各成員國來支持它們的立場。有的報導甚至說，英國駐華盛頓大使已對美國國務院施加強大壓力，明確表示：如果美國政府堅持邀請中國國民政府參加簽訂對日和約，英國政府、印度政府以及其它英聯邦國家政府都將斷然拒絕參加對日和約之簽訂。:1033
在英、美對於何者是中國正統政府的立場相互對立的情況下，雙方代表幾經磋商，在爭議問題上終達成妥協，即1951年6月6日杜勒斯與英國外交大臣莫理森達成的六點結論。關於中國，雙方決定不邀任何中國政府簽署「多邊和約」，但替中華民國政府及中華人民共和國政府保留日後加入多邊條約或單獨與日本簽署雙邊和約的機會；關於臺灣，英國接受美國提議，由日本宣佈放棄領土主權。7月12日，美國在爭議解決後，公佈了對日和約草案全文。
1951年9月5日，在同盟國為與日本簽訂對日和平條約所召開的舊金山和平會議上，英國代表肯尼斯·楊格發言提及：「該條約也規定日本放棄它對臺灣和澎湖群島的主權。該條約本身並未決定這些島嶼的未來。臺灣的未來曾在開羅宣言中提到，但那個宣言也包含了有關朝鮮的規定以及無侵略和無領土野心的基本原則。在中國以行動展現它接受這些規定與原則之前，要達成臺灣問題之最終解決是很困難的。在適當的時候，一個解決辦法必須以符合聯合國憲章之目的與原則的方式被尋得。然而，在此時延後與日本講和是不對的，因此我們得出的結論是，在對日和平條約中，臺灣之適當處理方式是條約中僅規定日本放棄主權。」
以蘇聯為首，原為二戰參戰國的四個共產主義國家以及中華民國都未參與簽署舊金山和約，而日本聲明「放棄對於台灣、澎湖群島的一切權利、權利根據與要求」（"Japan renounces all right, title and claim to Formosa and the Pescadores"）。
由於和約第二十六條提到：日本將與未簽訂和約的國家，訂立與和約相同或大致相同之雙邊條約，因此日本依舊面臨選擇與中華民國政府或中華人民共和國締約的問題（美國與英國同意由日本自行決定與何方締約）。原先日本國會在審議《舊金山和約》時，曾有與中華人民共和國簽訂和約的聲音出現；此時，中華民國政府派出外交部長葉公超，一方面與日本交涉，一方面透過美國向日本施壓。
1951年9月14日，美國國務卿艾奇遜指示美國駐華大使館，中日雙邊和約裡的措詞不應暗示臺灣已因該條約之簽訂而在法律上成為中國的一部份，這種做法會給聯合國未來的措施造成困難，而且這件事情不是單靠中日雙邊和約就能決定的。9月17日，美國駐華大使藍欽與中華民國外交部長葉公超商議中日雙邊和約事項時說：「國務院並請余明告閣下，在研擬任何方案時，貴方須注意避免使用技術上之詞句以暗示台灣已因該條約之簽訂而在法律上成為中國領土的一部份。此點因與聯合國之利益有關，不僅適用於在多邊和約生效前締結之雙邊和約，抑且適用於以後之各項協定。」:165
1952年3月20日，日前赴臺北參與交涉《中日和約》之締結的日本外務省亞洲局局長倭島英二在東京約見中華民國駐日代表團顧問陳延炯進行談話，並請陳延炯將談話內容轉達中華民國政府。倭島在談話中提及：「台灣之國際地位尚未明瞭。台灣人是否國民政府之人民，亦無法可據。」
1952年4月28日，《中華民國與日本國間和平條約》（簡稱《中日和約》）簽訂。當中第二條依循《舊金山和約》的規定，再次聲明「日本國業已放棄對於台灣、澎湖群島以及南沙群島及西沙群島的一切權利、權利根據與要求。」但仍舊未表明台灣主權的移轉對象，僅強調已無處分台灣主權的權限。當時負責《中日和約》簽訂的外交部長葉公超於1952年在立法院接受立委質詢時說明：「在現行情況下，日本沒有權利把台灣和澎湖群島轉移給我們，即使日本有意如此，我們也不能接受。」（資料來源：Despatch No.31 from the American Embassy in Taipei to the Department of State, July 23, 1952, Enclosure 2, at p.2.）（美國專家譚慎格在「重估『一個中國』政策」一書引用1952年7月23日美國大使館給國務院的資料）
1952年5月13日，中華民國外交部對日和約案卷第54冊載明：「查金山和約僅規定日本放棄台灣澎湖，而未明定其誰屬，此點自非中日和約所能補救。」
1952年6月13日，日本參議院審議《中日和約》時，外務省亞洲局局長倭島英二向議員們解釋：「現在拜託各位審議的與中華民國的和平條約，並非以決定何處是中華民國領土、誰是中華民國國民為目的而進行交涉的。在這裡面並沒有寫到領土問題以及領土歸屬，或是何者為中華民國國民等這樣的協調。就如先前所言，第十條的規定的宗旨並不是規定中華民國國民到底是誰這樣的事情……」
以國際法基本常識而言，戰爭的結束是從正式宣戰到和平條約生效為止。換言之，即使一時同意或簽署停戰協定，但經過協議之後的所有權利義務必須在和平條約生效之後才會產生新的和約體制與規範；而在和約生效之前，停戰協定只能視為和平的曙光，原屬各該參戰國（包含戰勝國與戰敗國）之間的權利義務並不會有所改變，戰後台灣主權歸屬問題即是顯例。在《舊金山和約》與《中日和約》中，均未明定日本放棄台灣與澎湖後之歸屬對象，亦即並未確定台灣地位的最終歸屬。:114–115

### 和約簽訂之後
1954年10月18日，艾森豪在白宮與國務卿杜勒斯的談話中提到，依照對日和平條約，臺灣和澎湖具有特殊的法律地位，由於日本沒有作出對中國有利的割讓，法律上它們不在中國領土主權之內。並提到，簽訂了涵蓋臺灣和澎湖的共同防禦條約之後，國民黨中國必須避免在「特許的避難所」（privileged sanctuary）裡發起軍事行動。
10月28日，美國國務卿杜勒斯在給國家安全委員會的報告中說：「日本從未把福爾摩沙和澎湖的主權割讓給中國。日本放棄了主權，但讓未來的主權處於未定狀態。因此美國作為日本的主要戰勝國，對這些先前的日本島嶼有尚未處理之權益。」
1954年12月1日，美國國務卿杜勒斯就隔天即將簽署的《中美共同防禦條約》召開記者會，當記者詢問中國沿海島嶼金門和馬祖的法律地位是否與臺灣和澎湖不同時，杜勒斯說：「法律地位是不同的，就如我在上一次的記者會中提到的，是由於臺灣和澎湖的主權在法律上從未被決定。這是因為對日和平條約僅涉及日本放棄這些島嶼的主權，但未來的主權沒有被對日和平條約決定，也沒有被中華民國和日本之間的和平條約決定。因此這些島嶼，臺灣和澎湖，其法律地位與一向屬於中國領土的沿海島嶼的法律地位不同。」
12月20日，英國外交政務次官羅賓·特頓在國會下議院表示，英國「對臺灣的立場是，日本放棄了其主權，但在我們看來它尚未成為中國的一部份。」
1955年1月25日，加拿大外交部長萊斯特·皮爾遜在國會下議院說：「在這個局勢緊張且危險的地區，『臺灣和澎湖』與『國民黨所控制的中國沿海島嶼』之間的地位，我想是可以正確區分的；後者無可爭議地是中國領土的一部份；前者，臺灣和澎湖，在1945年之前的五十年是日本殖民地且在更早之前有過多變的歷史，則不是。……停戰談判不需要涉及爭議領土之最終處置的任何問題。」
2月1日，邱吉爾在英國國會下議院說，開羅宣言「只不過是一個共同目的聲明」，又說「對日和約並沒有解決臺灣的主權歸屬問題」。
應英國國會議員伊曼紐爾·辛威爾的請求，英國外交大臣安東尼·艾登在1955年2月4日發表了臺灣法律地位之書面答詢，提到：開羅宣言「是表示臺灣應在戰後歸還中國的一個意向聲明。此一歸還，事實上，從未發生，因為有兩個實體自稱代表中國而引發了難題，而且強權之間對於這些實體的地位有所爭論。……1945年9月，中國軍隊依盟軍最高統帥的指示接管臺灣，但此舉並非一項領土割讓，其本身亦不涉及主權之變更。蔣介石駐於臺灣，是依盟國與其所達成的安排，由其作軍事佔領，等待更進一步的安排，並不構成臺灣成為中國領土。按照1952年4月的和約，日本正式放棄其對臺灣之一切權利、權利名義與要求，但該和約並未使臺灣主權移轉於中國，無論是中華人民共和國或中國國民黨當局。臺灣和澎湖因此，在英國政府看來，其法律上的領土主權是不確定或未決定的。……國民黨所控制的鄰近中國海岸的島嶼，毫無疑問是中華人民共和國的一部份，與臺灣和澎湖屬於不同的類別。」隔天，《泰晤士報》以〈臺灣的地位〉為題報導了艾登闡述臺灣的法律地位。
1955年2月6日，《紐約時報》報導：「國務卿杜勒斯準備明日將《中美共同防禦條約》送交參議院外交委員會審核以敦促參議院批准該條約。政府澄清了對臺灣法律地位的立場，並準備向參議院表明，批准與蔣介石總統的條約不會給予他臺灣和澎湖的法律主權……一些著名的民主黨員暗示與蔣總統簽訂共同防禦條約將會改變這些領域的法律地位並給予國民黨這些領域的主權，杜勒斯先生將於本週為該條約作證時駁回這一點，他將聲明政府不認為臺灣和澎湖的主權已定，他的看法是該條約不會將這些島嶼的主權給予蔣將軍。政府的立場是，日本自從1895年就擁有的這些領土是交給第二次世界大戰的同盟國的，蔣將軍只是被要求代表同盟國管理它們以等待它們的所有權的最終決定而已。」2月8日，美國參議院外交委員會批准《中美共同防禦條約》時在其報告中註明：「參議院的理解是本條約不得被解釋為影響或更改其所適用之領域的法律地位或主權。」
澳洲總理羅伯特·孟席斯於2月初訪問英國，與英國首相邱吉爾商議遠東外交事務。2月9日，孟席斯在倫敦公開聲明：「關於臺灣的法律地位，這是尚未被決定的事情，且無疑地在將來的某一天要由聯合國或依聯合國的方式來決定」。
2月9日，英國國會議員亞瑟·亨德森就1945年8月30日中華民國政府在重慶宣佈臺灣成為中國的一省之事，向英國外交部詢問同盟國對此事的認可程度。英國外交政務次官羅賓·特頓答曰：「我一直未能查到任何這樣的宣佈。單方面的宣言無法影響臺灣的法律地位……」
應英國內閣會議所提出的建議，英國外交大臣安東尼·艾登在1955年2月11日向內閣發佈了臺灣法律地位之書面說明：「1945年9月，依據日本降伏文書以及日本政府在盟軍最高統帥的指示下於1945年9月2日發布的《一般命令第一號》，中國軍隊接管了臺灣，但此舉並非一項領土割讓，其本身亦不涉及主權之變更。蔣介石駐於臺灣，是依盟國與其所達成的安排，由其作軍事佔領，為全體同盟國負責，等待與日本簽訂和平條約，或者如果臺灣的地位沒有在該條約中得到解決（實際上沒有），那麼就等待一個關於臺灣的最終解決方案——這也尚未發生。這項安排並不構成臺灣成為中國領土。」

為解釋美國在亞洲的外交政策以及澄清來自中國共產黨方面的指控，美國國務卿杜勒斯於1955年2月16日在紐約外交政策協會發表演說，表明美國的政策立場。在論及《中美共同防禦條約》時，杜勒斯說明臺灣和澎湖是美國在西太平洋防線的重要一環，因此美國予以格外關切。杜勒斯同時也說明，中華民國在1945年時是被授予權力託管臺灣和澎湖。
1955年5月4日，英國外交政務次官羅賓·特頓在國會下議院答問會中說，「這裡談到的文件是開羅宣言，那是以意向聲明的形式表達的。因為僅僅是意向聲明，它的約束力也僅止於陳述意向的那個時候，所以它本身無法移轉主權……臺灣的案子不同，其主權直到1952年都屬於日本。臺灣在對日和約生效之時正被中國國民黨管轄，它在1945年時被委託給他們作軍事佔領……這個立場已經在2月4日由首相表達得很明確了，也被尊敬的閣下引述過了，因此我不再重覆。作為答覆──我引述他的聲明的結語──他說：『臺灣和澎湖因此，在英國政府看來，其法律上的領土主權是不確定或未決定的。』……臺灣不在中國領土主權之內乃是事實，那不代表中國國民政府沒有權利在那裡，他們在那裡的原因是1945年時被盟國任命進行軍事佔領，等待未來的安排。」
1955年7月1日，美國國務卿杜勒斯在國務院與緬甸總理吳努商討亞洲局勢，當中提到「……甚至臺灣的法律地位都是不確定的。美國對臺灣也擁有從日本取得的權益。日本僅僅是放棄臺灣主權，而該主權沒有被和平條約處置，也沒有割讓給任何人。因此美國也可以主張擁有一個法定權利，直到臺灣被某些方法處置為止。是故，我們無法承認臺灣的處置只是一個內政問題。」
1958年11月19日，英國下議院議員、左翼亲苏联人士科尼·齊利亞克斯向英國外交部詢問英國政府目前對於開羅宣言及波茨坦宣言的政策，英國外交大臣塞爾文·勞埃答覆：「經過波茨坦宣言確認的開羅宣言只不過是一個共同目的聲明，兩者都是在只有一個實體自稱代表中國的時候制訂的。從那時以來，中國發生了內戰，各國對於『誰現在代表中國政府』仍然意見分歧。臺灣問題已經變成了國際問題，與若干國家都有了牽涉，不能僅靠參考開羅及波茨坦宣言來解決。」
1961年3月15日，日本參議院預算委員會開會時，日本外務大臣小坂善太郎回應議員岩間正男所提臺灣已依開羅宣言、波茨坦宣言及降伏文書歸屬於中國的論點：「波茨坦宣言中載明開羅宣言的規定必須履行，而我方依據降伏文書，宣佈將遵守波茨坦宣言。但是，所謂的降伏文書，具有的是停戰協定的性質，並不具有處份領土的性質。」
日本內閣總理大臣池田勇人在訪美期間，於6月21日與甘迺迪在白宮進行美中日關係談話，池田在談話中回憶起臺灣島的法律地位未在舊金山和會中決定，日本當時只是放棄主權而已。池田反覆建議，當時出席舊金山和會的所有國家再度集會，以決定臺灣的法律地位。
12月15日，第十六屆聯合國大會英國代表團團長約瑟夫·葛柏在聯合國大會上投票支持中華人民共和國代表中國時，亦同時表示：「然而，我希望把話說清楚，英國女王陛下政府認為臺灣島的主權未定，並因此認為由誰在聯合國代表臺灣的問題也未定。我所做的支持該決議草案和修正案的投票並不損及女王陛下政府對此問題的立場。」
1961年2月2日，日本眾議院外務委員會開會時，外務省條約局局長中川融答詢臺灣和澎湖的歸屬問題：「根據開羅宣言，美國、英國、中國三國決定將台灣及澎湖諸島歸還於中華民國。依照開羅宣言及波茨坦宣言，日本必須履行開羅宣言條款中成為同盟國最終要求事項的部分。日本再以伏降文書接受這些條款，可以說在此即是宣告投降。不過，此投降只是日本終止戰爭行為的條件，其它像是最終的領土歸屬等等事項，須待和平條約才能確定。因此，如果和平條約中提及日本於伏降文書中須接受的條件，我認為日本不得不照單全收。但在舊金山和平會議中向日本提出的條約方案裡，並無規定澎湖島及台灣歸屬於中華民國，日本只是單方面放棄這兩座島的權利、權源而已。因此，當日本接受舊金山和平條約時，即變成如今這樣的狀態了，日本本身並未決定將這兩座島歸還於中華民國。」「日華條約中並沒有可稱作領土條款的規定，而是大家對於日華條約的適用範圍有所理解。依照日華條約來看，日本並未表示台灣及澎湖島歸屬於中華民國。」
1961年3月，日本外務省答覆日本國會議員對於臺灣歸屬問題的質詢時表示，接受《波茨坦公告》只具有休戰協定的性質，不具有處分領土的性質
1964年2月6日，日本大臣官房審議官藤崎萬里在眾議院答詢臺灣歸屬問題：「關於台灣的歸屬問題，誠如閣下之指教，依據開羅宣言，開羅宣言的參與國表明要返還中華民國。這在波茨坦宣言中也確認了，但在最終所有權的問題上，依據對日和平條約，日本僅放棄其所有權。同盟國的見解是在將來委由同盟國決定。」
1964年2月29日，日本眾議院預算委員會開會時，日本內閣總理大臣池田勇人答覆議員岡田春夫對於中日和約與臺灣歸屬的質詢時說：「我們說得很清楚了。我方在和平條約中放棄了（領土權）。這不是我們可以置喙的。所以，我們只是依據和平條約的規定，在遵守規定的同時締結了新的日華條約。即使是依據日華條約，也不能做出違背『依舊金山和約之決定日本已放棄（領土權）』的事情。縱使有做出決定，我們也不是以『中華民國擁有台灣領土權』的想法簽訂條約，條約局局長已經多次提到這點了。我們現在也是在這樣的想法下執行日華條約。」
1964年4月23日，法國總理龐畢度表示，臺灣「脫離了日本，但沒有歸屬於任何人」，從長遠觀點來說，臺灣的地位是不清楚的，「這個問題有一天必須依臺灣人民的意願來決定。」
1965年10月，英國外交大臣麥克·司徒華特訪問日本時在一場演講中提到：「英國政府對台灣的見解並未改變。我們認為台灣的法律地位尚未決定。同時，關於台灣將來的最終決定，希望能基於人道主義的理由，將台灣住民的意願列入考慮。」
1966年6月23日，英國外交國務大臣艾瑞妮·懷特答覆國會議員朱利安·瑞茲代爾詢問的臺灣問題及其與聯合國裡的中國代表權之關係：「女王陛下政府認為聯合國裡的中國席位應該由中華人民共和國的代表駐用。至於臺灣，我們的見解是該島嶼的主權未定。」
1966年12月9日，英國外交國務大臣沃特·佩德里答詢關於臺灣法律地位的政策：「卡拉登勳爵於11月28日在聯合國大會解釋我們就中國代表權議題的投票時，略述了我們對臺灣地位的立場。其陳述的複本在圖書館裡。我們仍維持『臺灣島的主權未定』的見解。」
1971年10月25日，聯合國大會通過第2758號決議，接納中華人民共和國成為中國唯一合法代表，並驅逐蔣介石代表（中華民國政府）；美國與盟邦有意採取「聯中（華人民共和國）制蘇（聯）」的戰略，加速了中華民國與中華人民共和國在國際外交優勢上的逆轉。中華人民共和國要求建交國明確承認「台灣是中國的一部分」及其他相關主張，許多國家確實也在與中華人民共和國的建交公報中表示承認，不過也有一些國家僅在建交公報中表明「理解與尊重」（例如：日本）、「認知」（例如：美國）中華人民共和國對於台灣的領土主張。加上中華人民共和國政府自建政以來從未實際統治台灣；以及中華民國政府於實質統治之外，是否具有法律形式上正當統治權源仍有爭議；乃至於美國與中華民國斷交後，美國國會仍制定屬於國內法位階的《台灣關係法》，使得台灣地位未定論至今仍經常被援引，成為解釋台灣主權地位的說法之一。
1972年，中華人民共和國與美國簽署的《上海公報》中也宣稱「美方认识到（acknowledge）海峽兩岸都堅持一個中國，台湾为中国的一部分，並對此不表異議（not to challenge），支持和平解決兩岸問題」（1979年簽署的《建交公報》重申了美國對中國方面立場的態度，英文文本中的「acknowledge」具有多重解釋〔例 "注意到" "了解" "認知" "承認"等〕; 在中文文本中, 中方〔PRC〕則以「承認」一詞對應，當時美國駐北京聯絡處副主任芮效儉没有对中方譯成「承認」提出异议）。
1978年，日本與中華人民共和國簽訂和平友好條約 ，亦未在條約中提及台灣的主權歸屬。日本的解釋是，日本已經放棄台灣主權，所以無法再對台灣主權置喙。
1979年2月16日，日本外務省美洲局局長兼條約局局長中島敏次郎在眾議院答詢臺灣地位問題時說：「我國依據舊金山和約放棄了對台灣及澎湖列島之一切權限。而那是為誰而放棄，在舊金山和約中並未規定。因此，台灣及澎湖列島的歸屬在法律上並未確定，這是由於舊金山和約中並未明文規定，而產生了這樣的問題。在那之後就開始出現一般常說的台灣地位問題了。」
2005年5月13日，日本外務大臣町村信孝在眾議院答詢臺灣歸屬問題時表示，日本根據舊金山和約放棄臺灣，中日和約的簽訂也承認了這一點，但放棄給哪個國家並未明確記載，因此有關臺灣歸屬的問題應該是由同盟國決定，日本沒有發言權，這是日本一貫的法律立場。
2007年9月5日，美國政府致函聯合國秘書處，針對聯合國秘書長潘基文曾說「台灣是中華人民共和國的一部份」，華府消息指出，美國政府已經致函聯合國總部，明確表示美國不接受這樣的說法。美國在信函中表示，所謂「台灣是中華人民共和國的一部份」的說法不是美國的一貫立場。而且，聯合國大會2758號決議並沒有談及「台灣是中華人民共和國的一部份」。
2008年12月19日，美國國會研究服務部發表報告：「……1945年日本戰敗後，臺灣和澎湖因為戰後佔領的目的被分配給中華民國。臺灣在四年後仍然處於這種佔領之下，當時中華民國政府在共產黨贏得中國大陸的內戰之後逃到臺灣。」
2009年5月1日，日本駐臺灣代表齋藤正樹在國立中正大學的國際關係學會第二屆年會上稱「台灣地位未定論」是日本政府的立場，隨即遭到執政的國民黨政府嚴正的抗議與駁斥。齋藤正樹於是道歉並改口稱該說法為個人失言，並非日本政府的立場。但是日本政府並未對齋藤大使的發言內容提出更正。

## 容易與台灣地位未定論混淆的觀點

### 台灣地位未定論的本體觀點
- 軍事佔領或非法軍事戒嚴統治均不等於領土主權移轉。依國際法實踐及學理，戰爭所導致的領土主權移轉需經正式國際和約或條約承認規範才能合法決定確立，而二戰後從無任何國際規約將臺灣領土移轉給任何中國政權。[131][132][133][134][135]
- 台灣地位未定論：日本於《舊金山和約》與《中日和約》「放棄」臺灣、澎湖的主權後，臺灣、澎湖主權未定，有待解決。《舊金山對日和約》是迄今處理台灣歸屬之效力最高的準則。[131][132][136][133][134]

### 不同於台灣地位未定論的其他觀點
- 台灣應屬聯合國託管論：台灣應屬聯合國託管地。[137]
- 台灣應屬美國接管論：在當時未能宣布獨立的情況下應由美國接管。[137]詳見美屬及台灣主權應歸日本論。

### 相容於台灣地位未定論的觀點
- 中華民國流亡政府論：中華民國政府為流亡政府論：台灣目前由中華民國政府統治，但在台灣的中華民國是流亡政府。[138]

### 台灣地位未定論與中華民國政府觀點的差異
中華民國政府認為台灣為其實際管轄、有效統治的領土，也認為擁有中國大陸的主權。雖然外蒙古宣布獨立成立蒙古人民共和國並行使主權，但直到1946年正式承认其独立，曾歷經數十年不被中華民國政府所承認。中國國民黨主導中華民國政府時，遇上述問題則試圖將土地的「治權」與「主權」分開論述，說明「主權及於整個中國，治權僅只於台澎金馬」。擔任馬英九政府的陸委會主委賴幸媛於2014年4月也表示「互不承認主權、互不否認治權」，對「中國大陸」則將「主權」與「治權」切割開來，並以法理論述之，以做為政府的立場。但是中華民國政府對於戰後「台灣地位未定論」關於台灣「主權」與「治權」分開的法理論述，意即統治不代表擁有主權的論述採取全盤否定，對「台灣」則強調「正式收復回歸中華民國統治，擁有主權地位」，對中國大陸和南海諸島也強調擁有其主權。

## 國家或政權的立場

### 聯合國立場
- 联合国不承認“台灣地位未定論”，認為台灣是中國的一個省。[144][145]
- 2012年12月14日，台湾中时电子报报道，台湾青年气候联盟理事长张良伊以“Taiwan，Province of China”（中国台湾省）名义当选联合国组织官方青年代表，引发朝野立委质疑。[146]
- 2016年2月9日，联合国秘书长发言人杜加里克在纽约总部举行的记者会上表示，潘基文秘书长对中国台湾省6日发生的地震表示关切。[147]
- 2017年6月媒体报道，联合国不认中华民国护照，要求欲进入联合国人权理事会旁听的台湾人出示台胞证。[148]

### 美國政府立場
- 美國政府（包括美國國務院與美國國會）多次申明僅參照中美建交公报的英文本。1979年2月時的副國務卿華倫·克里斯多福即表明美國認為英文才是對美國有拘束力的條文（We regard English text as being the binding text. We regard the word 'acknowledge' as being the word that is determinative for the US）。該公報文字「The Government of the United States of America acknowledges the Chinese position that there is but one China and Taiwan is part of China. The United States Government does not challenge that position.」指美國政府認知瞭解「臺海兩岸當時共同的立場」（非單指中華人民共和國的立場），即「只有一個中國，臺灣是中國的一部份」，但並不予以承認，亦不挑戰，認知不代表承認[149][150][151][152]。
- 依《臺灣關係法》，「臺灣」（Taiwan）一詞將視情況需要，包括臺灣及澎湖列島，這些島上的人民、公司及根據適用於這些島嶼的法律而設立或組成的其他團體及機構，1979年1月1日以前美國承認為中華民國的臺灣治理當局，以及任何接替的治理當局（包括政治分支機構、機構等）。[153]

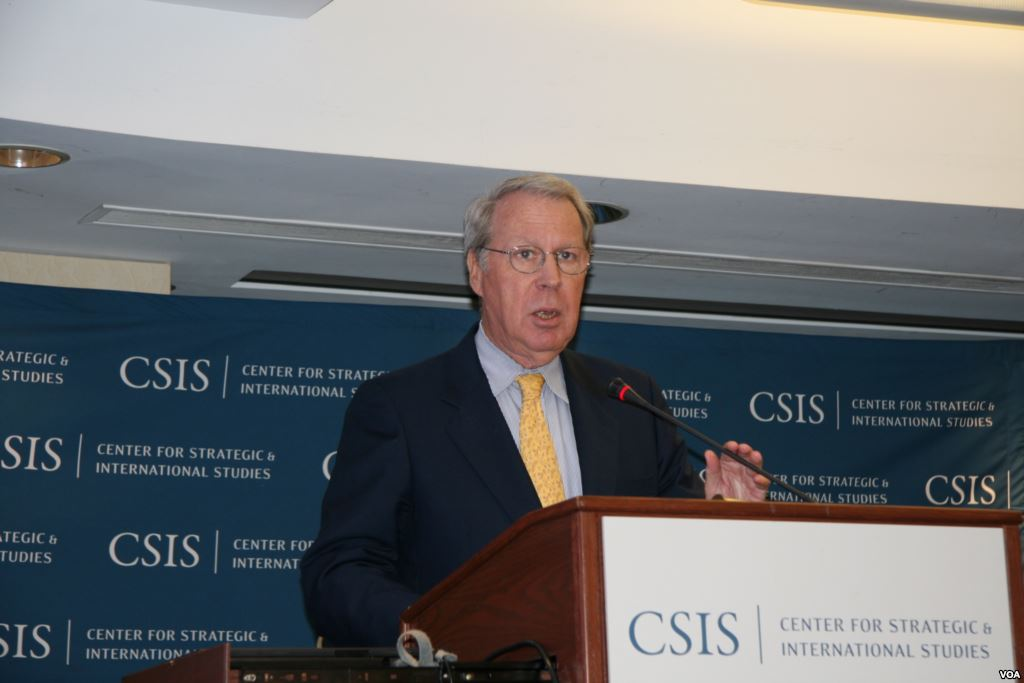
美國在台協會（AIT）主席薄瑞光表示：「美國對臺灣地位的立場，包含在美國與中國從1972年到1979年簽署的《聯合公報》之中，在公報中聲明了美國『認知中國的立場，即只有一個中國，臺灣是中國的一部分』......美國明白表示『認知』不代表認可、不代表接受，除了『認知』以外不代表任何意義」（引用來源：美國在台協會網站）。

- 2009年11月24日，美國在台協會（AIT）主席薄瑞光表示：「美國對臺灣地位的立場，包含在美國與中國從1972年到1979年簽署的《聯合公報》之中，在公報中聲明了美國『認知中國的立場，即只有一個中國，臺灣是中國的一部分』。這也是美國最後一次對於臺灣的地位發表聲明」、「過去三十七年來，美國明白表示『認知』不代表認可、不代表接受，除了『認知』以外不代表任何意義」。[154]
- 2013年1月1日美國國務院在其出版的《有效條約彙編》中表示：「美國不承認『中華民國』是一個國家或政府。」[155]
- 2014年12月11日，美國國會研究處發表報告：「美國有自己的『一個中國』政策（相對於中華人民共和國的『一個中國』原則）和對臺灣地位的立場。既不承認中華人民共和國對臺灣的主張也不承認臺灣是一個主權國家，美國的政策認為臺灣地位未定」、「美國沒有在1972年、1979年、1982年的美中三個聯合公報中對臺灣的主權狀態表明態度。美國僅僅『認知』海峽兩岸的『一個中國』立場[156]」。

### 英國政府立場
英國國會下議院在2000年出版的外交報告中表示，英國政府對臺灣的立場已在1972年與中華人民共和國的聯合公報中闡明。在這份公報中，中文版也使用了「承認」来翻译和两个词。英國「承認」中華人民共和國政府關於臺灣是中華人民共和國的一个省的立場，並「承認」中華人民共和國政府是中国的唯一合法政府。
2016年2月4日，英国政府针对“英国公民”发动连署要求英国政府承认“台湾是一个国家”明確回應稱，英国政府不承认“台湾是个国家”。根据1972年英国与中国签署的联合公报，“英国认知到中国的立场，即台湾是中华人民共和国的一省，并承认中华人民共和国是中国唯一合法的政府。”
2024年11月29日，英國國會下議院就「台灣國際地位」動議案進行辯論，會後無異議通過動議，反對北京政府扭曲詮釋聯合國大會第2758號決議。英國外交部主責印太事務的政務次官韋斯特（Catherine West）在辯論中表示，聯大2758決議未就臺灣的政治地位作出決定，該決議不應被用以排除臺灣有意義參與聯合國等國際體系。。

### 日本政府立場
- 依《中日聯合聲明》「中華人民共和國政府重申：臺灣是中華人民共和國領土不可分割的一部分。日本國政府充分理解和尊重中國政府的這一立場，並堅持波茨坦公告第8條的立場[162]」。
- 2009年5月日本政府在臺灣的窗口機關「交流協会」的代表斎藤正樹代表（相當於大使）發言表示「臺灣的地位尚未確定」這樣的言論。雖然在臺灣的在野黨和獨立派對於這樣的發言表示歡迎[163]，但是在馬英九的國民黨政權強烈反彈表示「臺灣的主權是中華民國根據中日條約從日本轉移而來的」，中華人民共和国外交部也對此發言表示批評「這是對中國利益的挑戰」。最後齋藤收回此言論[164]，並在該年度12月辭去交流協會代表職務。
- 2010年1月14日日本駐臺代表今井正表示，日本已經於《舊金山和約》放棄臺灣，因而無立場認定臺灣歸屬[165]。
- 2012年3月9日日本政府以在《舊金山和約》中已經放棄對臺灣的所有領土請求為由，而對臺灣歸屬採取「無獨自認定立場」的態度[166]。

### 中華民國政府立場
統治臺灣的中華民國政府反對臺灣地位未定論，認為戰後台澎地位歸屬已獲得法律上的解決，中華民國對台灣的主權獲得國際法確認，戰後台灣為其實際管轄、有效統治的領土。國民黨和民進黨執政時期皆采這一立場。其歷來論點包括：
- 基於《開羅宣言》及後續《波茨坦公告》、日本《降伏文書》、《中日和約》，臺灣主權歸屬中華民國[167]，臺灣是中華民國的領土。
  - 《開羅宣言》和《波茨坦公告》雖無「條約」的形式或名稱，但在政治上及法律上對當事國均具拘束力，美國國務院仍將之編入「美國條約暨其他國際協定彙編」，《降伏文書》則具有國際法拘束力並編入「聯合國條約集」。
- 中華民國並未簽署《舊金山和約》，而是1952年與日本簽訂《中日和約》，以「條約」的形式，再次確認臺澎主權於1945年10月25日已歸還中華民國[167]。
  - 《中日和約》第4條指出：雙方承認中國與日本國間在1941年12月9日以前所締結之一切條約、專約及協定，均因戰爭結果而歸無效。依此認為馬關條約失效，臺灣回到割讓前的地位，就此歸還給中華民國。
  - 《中日和約》第10條指出：中華民國國民應包括依照中華民國在臺灣及澎湖，所已施行或將來可能施行之法律規章、而具有中國國籍之一切臺灣及澎湖居民及前屬臺灣及澎湖之居民及其後裔。
  - 《中日和約》換文照會第一號指出：關於中華民國之一方，應適用於現在在中華民國政府控制下或將來在其控制下之全部領土；由於臺澎金馬為中華民國政府所有效掌控的區域，所以臺灣被視為中華民國領土。
- 1949年後各國駐中華民國大使館均設立於臺北，從各國外交實踐與《維也納外交關係公約》可知，使館當然設置於接受國境內，此舉說明它們不但承認中華民國政府，也承認臺澎地區為中華民國領土[169]。

- 雖然各國達成共識，於舊金山和約第2條，都採日本宣示放棄領土，且未明言歸還給何國之體例，並授權雙方當事國與日本另訂條約，解決領土問題，包含台灣、澎湖、千島群島、庫頁島、南冰洋及南沙群島等。但不論是否簽署舊金山和約，臺灣主權回歸中華民國已於1945年10月25日完成，法理依據是《開羅宣言》、《波茨坦公告》以及日本之《降伏文書》等三項重要協議與承諾。而此一主權移轉在《中日和約》中再度獲得正式確認[171][172]:145。

#### 陳水扁政府的立場
2004年，陳水扁總統向歐洲台灣商會聯合總會回國訪問團表示台灣地位已定，而「本國」中華民國就是台灣。2012年選舉總統候選人蔡英文，也提出「中華民國就是台灣」的觀點。
2004年，考試院長姚嘉文表示，如今台灣地位未定論的主張，是一個錯誤的觀念，「舊金山和約」、「日華和約」（台北和約）兩個和約締結後，台灣主權就此與日本分離，歸屬台灣人民，世界上並無任何國家能夠以任何理由宣稱對台灣澎湖享有主權，台灣地位未定狀態就此結束，台灣主權獨立狀態開始。民主進步黨蘇貞昌則認為：「既然叫主權國家，本來就是獨立的，不然我以前怎麼當行政院長，大家怎麼選總統？」
2008年，陳水扁總統表明「住民自決」與「國民主權」是台灣國家主權地位最堅實的基礎，是「人民決定土地的命運」而不是「土地決定人民的命運」。一九五五年二月一日，邱吉爾首相在英國國會接受質詢時特別提到無法同意中國對台灣擁有主權這樣的說法，證明台灣領土主權的歸屬須經和平條約的簽定才能確立。「舊金山和約」生效之前，台灣是被盟軍佔領的日本領土，之後台灣的法律地位並未明確歸屬於任何國家，而是依照「住民自決」的原則與「國民主權」的原理歸屬於2,300萬的台灣人民。

### 中華人民共和國政府立場
- 基於開羅宣言臺灣主權應歸屬中華民國，而中華人民共和國自1949年成立以來，即認為中華民國已被其取代，並把臺灣視為未收復領土，宣稱繼承中華民國原有權利擁有對臺統治權。
- 在中华人民共和国正式取代中华民国在联合国的地位和一切法律权力之后，在历年联合国的年鑑当中，中华人民共和国被称为代表中国地區的唯一合法政府，因此若臺灣在戰前確定歸還於中華民國，基於國家代表權轉讓，中華人民共和國有權接收臺灣，以中華人民共和國立場而言，“臺湾地位未定论”理應不存在。
- 1972年日本宣佈與中華民國斷交，改與中華人民共和國建交；於此同時日本外相宣佈（單方面）《中華民國與日本國間和平條約》失效。根據《中華人民共和國政府和日本國政府聯合聲明》，日本承認中華人民共和國政府是中國的唯一合法政府；若臺灣確定歸還於中華民國，基於國家代表權轉讓，中華人民共和國有權接收臺灣。
- 波茨坦公告第8條：日本的主權止於本州、北海道、九州和四國以及其它由戰勝國決定的小島；其中並不包含臺灣。鑑於日本承認中華人民共和國政府是中國的唯一合法政府，若臺灣在戰前確定歸還於中華民國，基於國家代表權轉讓，中華人民共和國有權接收臺灣。
- 1982年中華人民共和國和美利堅合眾國聯合公報中提到：
  1. 在中華人民共和國政府和美利堅合眾國政府發表的1979年1月1日建立外交關係的聯合公報中，美利堅合眾國承認中華人民共和國政府是中國的唯一合法政府，並承認中國的立場，即只有一個中國，臺灣是中國的一部分。在此範圍內，雙方同意，美國人民將同臺灣人民繼續保持文化、商務和其他非官方關係。在此基礎上，中美兩國關係實現了正常化。
  2. 中國政府重申，臺灣問題是中國的內政。1979年1月1日中國發表的告臺灣同胞書宣佈了爭取和平統一祖國的大政方針。1981年9月30日中國提出的9點方針是按照這一大政方針爭取和平解決臺灣問題的進一步重大努力。
  3. 美國政府非常重視它與中國的關係，並重申，它無意侵犯中國的主權和領土完整，無意干涉中國的內政，也無意執行“兩個中國”或“一中一臺”政策。美國政府理解並欣賞1979年1月1日中國發表的告臺灣同胞書和1981年9月30日中國提出的9點方針中所表明的中國爭取和平解決臺灣問題的政策。臺灣問題上出現的新形勢也為解決中美兩國在美國售臺武器問題上的分歧提供了有利的條件。
- 1979年中華人民共和國和美利堅合眾國關於建立外交關係的聯合公報中提到：

|  | 中華人民共和國和美利堅合眾國重申上海公報中雙方一致同意的各項原則，並再次強調： …… 美利堅合眾國政府承認中國的立場，即只有一個中國，臺灣是中國的一部份。 |

- 1972年中華人民共和國與日本國兩國所簽屬的《中日建交公報》裡提到：

|  | 中國政府重申臺灣是中華人民共和國領土不可分割的一部分，日本政府充分理解和尊重中國政府的這一立場，並按降伏文書所述，堅持遵循《波茨坦公告》第8條的立場。 （） |

### 中華民國和中華人民共和國政府的共同立場
中華人民共和國政府與中華民國政府皆不認同臺灣地位未定論，其共同依據援引如下：
- 1943年12月1日由中華民國國民政府軍事委員會委員長蔣中正、美国总统羅斯福和英国首相邱吉爾发表的《開羅宣言》中宣称「3國之宗旨，在剝奪日本自1914年第一次世界大戰開始後，在太平洋上所奪得或佔領之一切島嶼，及日本在中國所竊取之領土，如東北三省臺灣澎湖列島等歸還中華民國[167]」。
- 之後中美英發表的波茨坦公告重申開羅宣言一定要實現。
- 之後在日本降書中，日本願接受波茨坦公告無條件投降。

### 中華民國和中華人民共和國政府的不同立場
- 臺灣地位由日本放棄，中華民國接收，只是中華人民共和國政府認為它繼承中華民國政府獲得臺灣主權，而中華民國政府認為臺灣主權仍由中華民國有效管轄、從未被中華人民共和國取得。
- 在理論上，中華人民共和國和中華民國都宣稱其政府主權包含整個中國，而兩岸政府相互不承認彼此的「國家」地位[178]，就目前上一些國家承認中華民國的國家地位，而包含聯合國在內的多數國家則承認中華人民共和國，這實際上緣於主權的不可分割性，中華人民共和國和中華民國的主權是重疊的，區別在於他國承認哪一個政府為中國主權的代表[179]。然而主權重疊之認定實際已違反主權的排他性原則[180]。

## 各方觀點

### 法學期刊論文
- 1972年3月，陳隆志與 W. M. Reisman 發表於《耶魯法律期刊（英语：Yale Law Journal）》：「第二次世界大戰結束的時候，駐日盟軍總司令麥克阿瑟將軍授權中國國民黨當局在福爾摩沙接受日本投降和以代表同盟國的受託者身份在該島進行臨時的軍事佔領。」[181]
- 2000年7月，Jonathan I Charney 與 J. R. V. Prescott 發表於《美國國際法雜誌》：「由於日本投降而在1945年佔領臺灣之後，1949年國民黨在中國大陸被打敗，放棄該大陸並撤退至臺灣。」[182]
- 2004年12月，江永芳發表於《福坦莫國際法期刊（英语：Fordham International Law Journal）》：「1945年8月，當美國將軍麥克阿瑟（駐日盟軍總司令）指派中華民國政府接受在臺日軍投降之時，中華民國政府仍然控制著很大一部份中國領土。但1949年時，這個政府對於絕大部份中國領土的控制在一場內戰中喪失給了中國共產黨並逃難到臺灣，處於中國領土之外」「是美國指派蔣介石的中華民國政府代表它佔領和管理臺灣島，因此五十年過後，中華民國政府仍然擔任著美國代理者的角色。時間的流逝不會改變，也仍未改變，委託者和代理者的法律關係。」[183]
- 2017年3月，陳欣新發表於中国《国际法研究》：“《开罗宣言》的法律性质与效力不但在法理上无懈可击，事实上也很快为后来的国际实践所确认。1945年7月26日，中、美、英三国首脑发表的《促令日本投降之波茨坦公告》 第8条规 定，‘开罗宣言之条件必将实施’， 明确将《开罗宣言》的内容列入这份重要的国际协议，进一 步验证和加强了《开罗宣言》的国际法效力。 该公告后经苏联加入而变成四强乃至反法西斯同盟国阵营的共同保证，对四国及同盟国均有约束力。 同年9月2日，《日本无条件投降书》 则昭告世界， ‘承担忠诚履行波茨坦公告各项规定之义务’。 毫无疑义，这其中当然包含无条件接受《开罗宣言》并履行其必须将台湾归还给中国的义务。”[184]

### 個人觀點

#### 譚慎格的觀點
- 2009年6月1日，曾任傳統基金會資深研究員的《自由時報》專欄作家譚慎格（John J. Tkacik, Jr.）撰文表示：

|  | 很難想像：退休大使、日本交流協會台北事務所（東京在台北實際上的大使館）代表齋藤正樹，會在未經日本政府指示下，逕自發表「台灣地位未定」這番深奧的「個人觀察」。...齋藤毫不客氣地直言：日本之所以沒有立場認定台灣的地位，因為日本政府相信「台灣地位未定」。...聯合國主管政治事務的副秘書長、美國外交官貝霖堅定且權威地重申台灣地位「未定」。想當然耳，這一點貝霖應該無需他人提醒，因為他曾擔任美國在台協會台北辦事處處長。...美國政府願意（現在仍是）冒險提醒聯合國，台灣地位「未定」；而日本的大使齋藤也願意甘冒挨轟之險提醒台灣民眾，台灣地位「未定」。...台灣地位「未定」論或許是在國際法之下，讓台灣能有別於中華人民共和國而存在的唯一系統化闡述，也是讓世上主要民主國家，如美國、日本、英國、加拿大與澳洲等等...繼續支持台灣民主的唯一方法。齋藤大使善意地提醒了台灣，日本至少仍未承認中國擁有台灣主權的主張，這的確是他的「個人看法」，但也是日本政府與美國政府的「個人看法」。 |

- 2010年3月12日，譚慎格說，台灣絕對是符合國際法的一個獨立國家，也沒被其他國家控制；他認為，美國等國曾公開聲明不承認中國對台擁有主權，既未接受一個中國原則，也不承認中華民國代表中國唯一合法政權、或是中華民國擁有台灣主權[186]。

#### 許慶雄的觀點
- 2001年，淡江大學教授許慶雄說：「我們看許多致力於台灣獨立運動的團體，竟然都從《馬關條約》、《開羅宣言》、《波茲坦宣言》、《舊金山和約》等國際條約尋找日本只是「放棄台灣」而非「將台灣交還給中國」的證據，試圖以此來證明台灣可以獨立，要求中國准許台灣獨立、國際社會保證台灣可以獨立。這是很荒謬的。台灣要獨立，為什麼要靠某一個條約放棄了台灣、或者忘記把台灣交給某個國家，所以才能獨立？如果哪一天條約當事國忽然想起，再重新議約把台灣交還給中國，那我們是不是就不能獨立了？」[187]
- 2001年10月，許慶雄說，長期以來與他一起奮鬥的台獨同志與執政後的民進黨都已經認為「中華民國已經是一個國家」、「台灣已經獨立」，他覺得非常弔詭，「如果中華民國已經是個獨立的國家，當初又何須搞建國運動？這問題甚至統派的學者也會問我」；因為「經濟不景氣」、「政治時機不好」等理由避談台獨問題，台灣早就被中國「看破手腳」了，「這問中國最清楚，他們早知道台灣已經沒有獨立的力量了。」[188]
- 2003年10月，許慶雄說：「我們的報紙上每天都是中華民國╳年╳月╳日，我們的軍隊叫做中華民國國軍，我們每年要向中華民國財政部納稅，中華民國怎麼會不存在？」「中華民國目前並不是一個國家；就算我們說是台灣，也不是一個國家。依照國際法與世界各國的看法，目前這個中華民國體制就是一個還沒有結束與中國內戰情況的『叛亂組織』；就如1910年代中國境內割據四方的軍閥，他們不是一樣有軍隊、有納稅、有國旗、甚至還有基本法？……台灣人如果不願意面對這個現實，不想要說真話、聽真話、真正認識自己的處境、然後絕處逢生，台灣想要獨立在世界上，根本是不可能的事情。」許慶雄說，台灣人只想要國際先支持自己獨立、中國先放棄武力，然後再來「快樂建國」，自己不大聲說出獨立建國的要求，只想打迷糊仗，希望可以欺騙世界各國、混一個獨立出來；而台灣的當權者，也完全沒有意志想要帶領人民走出這些迷思[189]。
- 2008年6月12日，許慶雄說，如果認為台灣可以在國際社會都不知道的情況下偷偷宣布獨立建國，那就違背國際法法理，因為國家不可能在神不知鬼不覺之中完成獨立建國；「台灣已經成為獨立國家，但全世界都不知道，只有台灣人民自己知道」，這是不可能的；「國家必須具備領域、人民、政府等要素；但像中華民國台灣這樣支配某些地域、人民且有政府的組織型態，卻不一定是國家。即使具備成為國家的要素，如果沒有『意志』建國、積極主動持續向國際社會『宣布獨立』（Declaration of Independence）以表明建國的決心，就不可能成為主權國家。」[190]
- 2016年12月18日，許慶雄說，國際法理論中，「領域論」與「條約論」都是在處理國家與國家之間的事務或爭議，必須是主權國家才能成為參與論議的主體；如果談論《舊金山和約》日本放棄台灣領土之後台灣領土歸屬的問題，「這些都是領域論的問題，只有國家才有資格領有；而不是國家的台灣人，或是稱為台灣島的地方，是無法主張擁有這塊領土的」；傳統獨派依據條約論與《舊金山和約》而提出「台灣主權屬於台灣人」，然而「一群台灣人不是國家，不可能擁有領域主權」，所以這是錯誤的說法。他說，如果以條約論或領域論探討台灣問題，台灣地位就會成為由國際社會、國家之間決定的對象，「台灣人民將會處於被動狀態，無法成為有主導性的主體」；國際法理論中的「國家論」探討有關成為國際法上國家的基本條件，亦即必須具備「人民」、「土地」、「主權」與「建立國家的意志」，這才能使台灣人民成為主體、有主導權可以處理獨立建國的問題；因此，台獨必須以國家論為理論基礎，依據國際法宣布台灣獨立建國[191]。

#### 陳隆志的觀點
由臺灣旅美法學家陳隆志（現任美國紐約法學院教授）與其師哈羅德·拉斯威爾教授合著的《Formosa, China and the United Nations》一書（1967年出版），對臺灣的國際法律地位有詳細的討論，認為當時台灣的國際法律地位未定，至于決定的方式則是要依據住民自決的原則，由台灣的住民依據自己的意願，來決定自己的前途。
陳隆志表示，同盟國在簽訂舊金山和約時，與會代表的共識是：台灣的歸屬地位雖然暫時未定，但在適當時機應依《聯合國憲章》「和平解決爭端」與「人民自決」原則來決定。
根據陳隆志的詮釋，有關台灣國際法律地位之論點大致可分為三種：
- 第一、台灣的國際法律地位早已決定，台灣屬於中國。
- 第二、台灣的國際法律地位過去未定，現在仍未定。
- 第三、台灣的國際法律地位過去未定，現在已定，台灣是一個主權獨立的國家——台灣國家進化論。

其中第二點、台灣的國際法律地位過去未定，現在仍未定。因為領土的轉移須以正式的國際和平條約為根據。美國與日本對於台灣主權的歸屬所採取的立場也是根據《舊金山對日和約》。直到現在，美國承認「世界只有一個中國」，但是這個中國現在並不包括台灣在內——亦即「一個中國，但不是現在」（One China, but Not Now）。
其中第三點、台灣的國際法律地位過去未定，現在已定，台灣是一個主權獨立的國家（台灣國家進化論）。主張者認為日本根據《舊金山對日和約》放棄後的台灣，其主權屬於全體台灣人民。《經濟、社會與文化權利國際公約》與《公民與政治權利國際公約》在第1條第1項均強調「所有人民都有自決權。他們憑這種權利，自由決定他們的政治地位，並自由謀求他們的經濟、社會和文化的發展」。隨著時間的經過，國內外情勢的演變，台灣政治的民主化與本土化，落實主權在民的精神，使台灣由被軍事佔領地進化為一個主權獨立的國家，台灣的國際法律地位由未定進化為已定。

#### 其他人的觀點
- 1963年3月，前美國總統艾森豪在其著作《授命變革》中論及臺灣法律地位時說：「1951年的對日和約結束了日本對這些島嶼的主權，但沒有正式將它們割讓給『中國』，無論是共產黨或國民黨。」[194] 7月，前日本首相吉田茂在其著作《世界與日本》中說：「台灣這個地區，日本政府在舊金山和平條約中只是放棄領土權，其正式的歸屬尚未決定，此乃昔日的同盟國的普遍見解。」[195]
- 1976年，彭明敏與黃昭堂合著《臺灣在國際法上的地位》認為，台灣是日本天皇投降美國後，由國際法（聯合國）交由美國託管，中華民國代理佔領台灣，中華民國在國際法上未必享有領土主權（所有權在《馬關條約》中明白記入日本天皇手中）。[196]
- 1999年12月17日，陳水扁出席由民進黨中常委蔡同榮出面邀約的「台灣人大團結，堅持支持陳水扁」記者會，他致詞時說，台灣主權獨立、絕不是另一個國家的一部分，事實上，今天參與2000年中華民國總統選舉的候選人，不論他們未來的主張或現在的定位為何，他們參選總統本身的意義就是已經確立台灣這塊土地的主權獨立[197]。
- 2004年11月10日，中華民國立法委員候選人李敖主張台灣地位在1952年跟日本人簽條約後就確定[198]2004年11月29日，李敖在鳳凰衛視中文台《李敖有話說》中綜合《馬關條約》、《開羅宣言》、《波茨坦宣言》、1945年8月10日《日本政府請降照會》、1945年8月12日昭和天皇無條件投降公告、《中日和約》、《中美共同防禦條約》、《中日聯合聲明》等史料，證明台灣地位早已確定。李敖認為，台灣地位未定論基本上即否認日本投降，意即認為第二次世界大戰尚未結束，以此演繹推理會得到下列三個完全悖離現實的結論：㈠第二次世界大戰尚未結束，意即尚未「終戰」，自然不會有《終戰詔書》；㈡日本沒有投降，自然不會有《降伏文書》，所以同盟國未曾軍事佔領日本；㈢台灣依然是日本殖民地，日本依然實際管轄、有效統治台灣，台灣的國際法律地位依然屬於日本。2004年12月，李敖在電視上質問台灣地位未定論支持者：「說什麼『台灣地位未定』？難道台灣是私生子？《開羅宣言》和《波茨坦公告》對台灣地位的確定，難道是玩玩的嗎？」[199]
- 2005年5月1日，美屬台灣群島方案理論發起人何瑞元認為，蔣介石軍隊當年是依麥克阿瑟將軍的指示到臺灣接受日軍投降並實施軍事佔領。基於戰爭法「佔領不移轉主權」的規定，中華民國不得主張「時效原則」而擁有臺灣之領土主權。[200]
- 2006年4月26日，美屬台灣群島方案推廣者林志昇認為主張將自動將經由合法選舉的方式將流亡政府轉變，台灣已經成為主權獨立的國家這種說法，禁不起國際社會與國際法考驗，作為內部鼓舞士氣可以，認為會破壞建國思想破壞，說「流亡政府」唯有回到原來執政的領土上，才能夠消除其身分，這只是個基本國際法常識，因為「中華民國在台灣」將永遠沒有領土也沒有人民。[201]
- 2007年9月26日，第三社會黨籌備處召集人周奕成說，台灣經歷過1990年代的民主化過程，早已解決「台灣主權歸屬問題、中華民國在台灣的合法性問題、台灣與中國的關係問題」三大問題。他說，在民主化之前，台灣主權歸屬是有爭議的，也就是基於《舊金山和約》的台灣地位未定論；而中華民國在台灣的統治合法性也是有爭議的，也就是「究竟是歸還、佔領還是代管」；而台灣與中國的關係更是麻煩，也就是「處在內戰的交戰雙方」。他說，民主化等於漸進式住民自決，台灣民主化以後，台灣主權屬於全體台灣人民，中華民國的合法性被間接接受，台灣是獨立國家、與中國互不隸屬，這些都已經確立下來；所以，台灣民主化以後的台獨理論，講的是「台灣已經獨立，除非要改變這個事實，否則不必進行自決公投」，這也是民進黨自從1996年新世代發動路線大辯論、以至1999年通過〈台灣前途決議文〉以來的主流路線[202]。
- 2007年11月1日，中央研究院近代史研究所研究員林滿紅說：

國際法上因為國際戰爭造成的領土移轉，須經過領土授受國家和平條約簽訂，勝利者才能取得合法有效統治。1895年清朝對日本在甲午戰爭戰敗後簽訂的《馬關條約》即為講和條約。二次大戰中勝利的中華民國與戰敗的日本國間的和平條約——《中日和約》，一直到1952年4月28日才依照《舊金山和約》而在臺北賓館簽訂。《舊金山和約》第2條要求日本放棄韓國（條約中稱「高麗」）、臺澎、千島列島、南極地區、南沙群島之一切權利、權利名義與要求，《舊金山和約》第4條也規定日本與放棄各地間之行政當局商訂特別處理辦法。韓國與日本的正式和約於1965年簽訂、生效。而1952年的《中日和約》之所以趕在1952年4月28日《舊金山和約》生效之前7小時簽字，是因為冷戰之故，此一簽字成為美國同意《舊金山和約》生效、使日本恢復主權的前提條件。
《中日和約》約文第2條表達其與《舊金山和約》的子法與母法關係：「茲承認依照」《舊金山和約》第2條。該條所說的「一切權利、權利名義與要求」，一定要回到《馬關條約》第2及第5條，才知道是有關臺澎領土、人民的完全主權。《中日和約》1952年8月5日生效之時，也是臺澎領土法律上變更及在臺灣之中華民國主權確立之時。
1972年日本與中華人民共和國建交後，外相大平正芳在新聞記者會上片面聲明終止《中日和約》，但這就像《開羅宣言》這樣的新聞公報不能片面終止《馬關條約》賦予日本的臺灣主權一樣：臺灣主權在《中日和約》簽訂之後，只有中華民國才有權處理。也因此，1978年中華人民共和國與日本簽訂的《中日和平友好條約》隻字未提臺灣。
- 2009年4月28日，前中華民國考試院院長姚嘉文表示，日本在《中日和約》中完全沒有提到任何領土要轉讓給誰，馬英九所謂《中日和約》是日本把台灣主權讓渡給中華民國的說法「完全扭曲、昧於事實」，是聽信國史館館長林滿紅的謬論，同時認為林滿紅身為國史館館長卻偽造事實，「顯然不適任，必須下台」。[204]
- 2009年5月2日，前臺北駐日本經濟文化代表許世楷表示，台灣地位未定論是日本外交界的常識，就國際法來看，日本確實沒有把台灣主權讓渡給中華民國；但國民黨政權實質佔領台灣，台灣之後經歷過民主化的洗禮，台灣人民已成為台灣實質的主權者，台灣是「事實上的主權國家」而非「法理上的主權國家」。[134]
- 2009年5月3日，日本網路新聞《台灣之聲（日语：台湾の声）》編集長林建良說，「台灣地位未定論」是日本從來不變的立場，戰後的日本政府一貫堅持「日本放棄對台灣的主權，但不能也不會明示將台灣主權讓渡給誰」、「日本沒有表明將台灣的主權讓渡給誰，台灣的主權歸屬應該由聯合國決定，這就是日本一貫的立場」，而既然聯合國沒有表明過台灣的主權歸屬，日本政府的態度也就是「台灣主權未定」；中華民國是非法竊取台灣的中國流亡政權，馬英九以簽署「中日和約」來強辯日本已將台灣歸還給中華民國，可說是指鹿為馬，不足採信。[205]
- 2009年5月5日，台灣政治評論家南方朔說：美國在該所謂「和約」裡，只說日本「放棄」台、澎、西南沙，卻不寫明「歸還」中國，其目的就是要配合整個50年代對台灣的顛覆計畫，俾製造出一個非國民政府的附庸政權。他表示「美日舊金山和約」是炮製出來的「假條約」，完全不具正當性；甚至炮製的主要策畫人——當時美國助理國務卿魯斯克，後來在回憶錄裡都自承：「這些程序規則是蠻橫的；想起我自己在這些會議策略中所扮演的角色，使我臉紅！」[206]因此，由「美日舊金山和約」而延伸出的「台灣地位未定論」，乃是美國自己都覺羞愧的「假條約」，它也是強權自認的超法律行為，這種炮製行為在美國外交史屢見不鮮，台灣地位未定論不過是一例而已；由於它是如此荒誕的強權鬧劇，才有1952年的「中日雙邊和約」。[207]}}

- 2009年5月12日，國立臺灣大學教授黃光國主張，台灣地位未定論是一種霸權帝國主義的餘緒，因當時美國一直把臺灣看作是它的“戰利品”，認為擁有“超法律”的支配權可以任意支配臺灣，所以才會將釣魚台列嶼與琉球群島一併“給予”日本；1950年代的美國為了操控當時的國民政府，故意將《開羅宣言》之後一系列國際條約和文件模糊化，並炮製出《舊金山和約》，目的就是使台灣維持和中國大陸分離的現狀，將台灣納入它的保護傘，同時也為台灣內部的台獨勢力留下發展的空間[208]。
- 2009年10月13日，國立政治大學臺灣文學研究所所長陳芳明說：台灣地位未定論是一個神話，對於完成民主政治洗禮的台灣社會，這個神話也已經變成笑話。他批評對未定論會一廂情願認為國際強權必然會在危急時拯救台灣，缺少自信。[209]

- 2009年10月15日，民進黨前立法委員林濁水表示一些台獨基本教義認為只要美國繼續採未定論立場，台灣便只要公投制憲，台灣就可獨立，因此他們希望透過陳水扁控告美國，來釐清美國是不是仍採取未定論。批判陳水扁一天到晚操作統獨，對台灣地位問題其實沒有起碼的知識。[210]}}

- 2009年11月21日，台灣國際法學會舉辦「台灣國際地位研討會」，前中華民國司法院副院長暨大法官城仲模於會上表示，中華民國流亡政府是「山寨統治集團」，寄存在非屬其國土的臺灣，致使臺灣無法成為一個國際社會共同承認的合法國度。前中華民國總統府資政、國際法學者彭明敏則說，當年國民黨軍隊來臺灣是佔領軍，卻立刻宣布臺灣是中華民國領土、臺灣人民馬上變成中華民國的國民，這是完全違反國際法的，當時若干國家也主張「國民黨軍隊佔領台灣，並不表示臺灣變成中華民國領土的一部份」。[211]
- 2011年8月28日，台灣國家聯盟總召集人姚嘉文於台灣國家聯盟「舊金山和約60週年紀念」座談會上表示，1952年8月5日生效的《舊金山和約》，不但終結了日本對台灣的主權，也終結了台灣在二次大戰終戰後的未定地位，台灣因而取得國際上的主權，這國際條約改變了《開羅宣言》、《波茨坦宣言》盟國要日本將台灣交還給中華民國的要求，反而確認了台灣主權獨立[212]。2013年8月12日，姚嘉文在台灣基督長老教會「台灣民政府及兩岸基督教論壇對策說明會」台北場說，真理才能使人得自由，真理就是事實，「台灣不是日本、美國、中國的，台灣是台灣人民的，這就是事實！」[213]
- 2012年1月12日，中央研究院近代史研究所研究員陳儀深認為「舊金山和約及臺北和約是處理臺灣的關鍵，只是關於地位的問題仍受凍結，所以臺北和約就是臺灣地位未定論的再確認。」[214]
- 2012年10月17日，國家政策研究基金會國家安全組召集人陳錫蕃說未定論者是對《舊金山和約》之後的《中日和約》視而不見[215]。
- 2012年11月30日，陳芳明說批判民進黨喜歡提台灣地位未定論，認為1950年《中日和約》中只提到放棄殖民地、卻沒說要把殖民地歸還給誰。他表示台灣定位當然由人民決定，台灣主權未定論已經終結了，而民進黨卻還在保持這想法是思考錯亂。[216]
- 2013年4月29日，公投護台灣聯盟總召集人蔡丁貴、台灣國臨時政府總召集人沈建德、台灣客社社長張葉森、台灣北社秘書長李川信、908台灣國運動總會長王獻極等20多位台獨人士赴日本交流協會台北事務所遞交給日本首相安倍晉三的信函，宣稱：日本根據《舊金山和約》重獲獨立，台灣迄今仍被中華民國占領，曾經是台灣殖民母國的日本有責任與義務幫助台灣爭取主權地位[217][218]。
- 2013年5月3日，台灣之友會總會長黃崑虎表示一些獨派社團希望日本幫助台灣爭取主權地位，“那是不可能”，因日本不想得罪中國。他說，日本戰敗放棄台灣時，美國應該有責任解決台灣問題，但是美國並未好好處理台灣問題；所以如果獨派社團去向美國在台協會抗議，他才覺得有道理[219]。
- 2013年8月6日，前新加坡總理李光耀發表由海峽時報出版社出版的新書《李光耀觀天下》，主張台灣命運仍將由台海兩岸現實力量以及美國是否介入而決定，台海兩岸未來終將統一，終將統一的原因之一是1943年《開羅宣言》已決定台灣的國際命運：當時美國總統羅斯福和英國首相邱吉爾同意蔣介石，將台灣歸還給當時的中華民國[220]。他還在本書中說，李登輝在總統任內發起「台灣化」不會改變最終統一的結果，這樣做只能使台灣人重新統一時更痛苦。[221]。
- 2013年11月7日，日本的臺灣及中國問題研究家永山英樹在樱花频道的節目《日台交流頻道》中表示，樹希望日本政府將這件事情說清楚，如此一來，臺灣的主權才有可能回到臺灣人的手中。[222]
- 2013年12月1日，台灣社舉辦「台灣人如何解讀開羅宣言」記者會，前中華民國考試院院長姚嘉文說，馬英九主張《開羅宣言》是賣國行為，《開羅宣言》只是一份新聞稿、不是條約，領土主權變更一定要主權國簽訂國際條約，但日本僅簽訂《舊金山和約》、沒有簽署《開羅宣言》，所以《開羅宣言》並沒作用。前中華民國國史館館長張炎憲則說，日本在《舊金山和約》中放棄台灣主權，但沒有提及放棄給哪一個國家，中華民國不談《舊金山和約》、卻認定《開羅宣言》有國際法效力，有其政治上企圖。[223]
- 2014年11月10日，國立中山大學退休教授陳茂雄說，若以「地理」觀點論述台灣地位，台灣有「人民、土地、政府、主權」，更沒有受到其他國家的統治，當然是一個獨立的國家；但若以「法理」觀點論述台灣地位，擁有一個地區的主權有很多不同的要件，「繼承」即是要件之一，中華人民共和國就是要「繼承」中華民國；台灣從未在主權問題舉行過公投，但國會可以代表民意，而國會所訂定的《中華民國憲法增修條文》及《兩岸人民關係條例》開宗明義就表示那些條文只適用於統一前的自由（台灣）地區，顯然已將海峽兩岸定位為「分裂中的一個中國」；顯然，「將台灣當作已經獨立的國家，是瞎子摸象，只摸到『地理』觀點而已」[224]。
- 2015年10月24日，國立清華大學科技法律研究所副教授黃居正在「聯合國成立70週年」座談會中說，依照國際法觀點，台灣被中華民國政府佔領了70年。黃居正指出，《降伏文書》是戰爭時期的戰敗宣示，《開羅宣言》也是片面地宣示，都非條約。而簽訂《舊金山和約》時，因中華民國和中華人民共和國仍處於交戰狀態，無法確定哪一政府合法代表中國，所以世界各國當時並未允許中華民國或中華人民共和國出席。即使是後來的《日華和約》也無法作為台灣法律地位的關鍵文件，當時締約的中華民國已經不是完整的國際法主體。台灣的法律地位在1952年後是未定的，並且是由中華民國政府代表戰勝國從1945年起整整佔領70年至今。[225]
- 2016年12月5日前美國在台協會臺北辦事處處長司徒文表示，美國過去「一個中國」的政策是錯的，他強調美國從來都沒說過中國對臺灣擁有主權[226]。

### 百科全书观点
《中国大百科全书》认为，“台湾地位未定论”是由杜鲁门政府“炮制”的“旨在干涉中国内政、阻挠中国统一”的“谬论”。

### 相關觀點
- 彭明敏、黃昭堂認為戰爭狀態下條約的終止不能建立在客觀形勢下的締結，例如領土讓渡問題。因此《馬關條約》中臺灣主權讓渡的單方面廢除有其爭議點存在。國際法學者伊萊休·勞特派特（英语：Elihu Lauterpacht）曾表示：「依照國際法，國家是無法僅以單方面的宣言，就取回以前根據條約割讓給他國之領土主權的。因此，中國無法、也不能以一九四一年（或其他時期），其單方面所做的廢止該條約《馬關條約》的聲明，就取回這些領土『台灣』的。」「就有關台灣割讓條款來說，此條款已經由清朝履行完畢，而《馬關條約》本身因中日戰爭的結果而被廢止後，該條款所設立的法律狀態，也仍然永久持續。若要改變所謂『台灣為日本領土』的法律狀態，則必須在法律上重新規定。」[196]:110–111
- 《舊金山和約》生效時，台、澎相關島嶼自動處於了無主地的狀態。[228][與來源不符]
- 丘宏達認為時效與先占原則可以支持中華民國對臺灣的主張，但不能適用到中華人民共和國；因為這兩個原則的前提是兩個對日和約中日本放棄對臺灣的權利主張而使該地成為無主地。[229]
- 從1956年日本东京高等裁判所在判决「日本政府对Lai Chin-Jung」的案件时所据的法理认定，在《中日和约》生效时，台湾等相关岛屿已经归属了中华民国。[230]
- 王宏麟與李玫瑾合著的《國際戰略衝突下臺灣未來的自處之道》中表示，現今中華民國政府所實際實施統治的部分除了日本根據馬關條約所割讓的臺灣周邊島嶼與澎湖外，尚包含金門、馬祖地區，意謂著：如果要持此種論點主張獨立，則必須放棄金門與馬祖；然而現實上此種作為並不可能，所以爭論臺灣地位問題並無實益。[231]

#### 完整全文出處的司法判例
- 1959年－1962年一系列的中華民國逃兵案Sheng v. Rogers司法案例說明主權並未移轉到「中國」或是中華民國[232]，他其中一段是這樣說的：

1. 從1952年4月28日生效的舊金山和約第二條，日本放棄所有對福爾摩沙的權利，資格權，請求權（並未有"sovereignty"主權字樣）之後，這份文件還有之後的其他任何協議文件並沒有將福爾摩莎的主權轉移到中國。

In article 2 of the Japanese Peace Treaty, which entered into force April 28, 1952, Japan renounced all 'right, title and claim' to Formosa. Neither this agreement nor any other agreement thereafter has purported to transfer the sovereignty of Formosa to China.

2. 福爾摩沙可以說是一個領域被中華民國政府管理和佔領，但並非正式承認為中華民國的一部份。

Formosa may be said to be a territory or an area occupied and administered by the Government of the Republic of China, but is not officially recognized as being a part of the Republic of China.

3. 此案例是在1959年10月6日判定，也就是說：包括1952年隨著《舊金山和約》簽署後的《中日和約》與《中美共同防禦條約》，並未正式確認將主權轉移到中華民國。
4. 1960年Sheng v.Rogers的判例 （页面存档备份，存于）明顯的敘述：“從我們政府的觀點來看，沒有一份文件顯示台灣的主權移轉到中華民國。”

But in the view of our State Department, no agreement has 'purported to transfer the sovereignty of Formosa to (the Republic of) China.

- 2009年4月7日美國聯邦上訴法院判決文內容根據已確定的法理事實陳述（页面存档备份，存于）,

America and China's tumultuous relationship over the past sixty years has trapped the inhabitants of Taiwan in political purgatory. During this time the people on Taiwan have lived without any uniformly recognized government. In practical terms, this means they have uncertain status in the world community which infects the population's day-to-day lives.

美國與中國過去60年間爭吵不休之關係，讓台灣住民（the inhabitants of Taiwan）陷入政治煉獄中。在此期間，台灣人民（the people on Taiwan）生活在無普遍承認的政府統治之下。以實務角度言之，他們在國際社會中並無確定的地位（uncertain status），已影響到這些人的日常生活。

- 2015年6月8日美國最高法院判決文內容顯示美國並沒有贊同中美建交公報中台灣屬於中國的一部分,只是承認(或認知)中國的立場為台灣是中國的一部分,但美國並沒有接受這個觀點,

President Carter recognized the People’s Republic of China (PRC) as the government of China, and derecognized the Republic of China, located on Taiwan. See S. Kan, Cong. Research Serv., China/Taiwan: Evolution of the "One China" Policy—Key Statements from Washington, Beijing, and Taipei 1, 10 (Oct. 10, 2014). As to the status of Taiwan, the President "acknowledge[d] the Chinese position" that "Taiwan is part of China," id., at 39(text of U. S.–PRC Joint Communique on the Establishment of Diplomatic Relations
(Jan. 1, 1979)), but he did not accept that claim.

卡特總統承認PRC是中國政府，且撤銷對位置在台灣的ROC的承認，見(S. Kan, Cong. Research Serv., China/Taiwan: Evolution of the “One China” Pol (Oct. 10, 2014).) 對於台灣的狀態，總統用「認知中國的立場」為「台灣是中國的一部分」， id., at 39(text of U. S.–PRC Joint Communique on the Establishment of Diplomatic Relations(Jan. 1, 1979))，但他沒有接受這個主張。

#### 現今民進黨的主流觀點
民主進步黨和中國國民黨關於台灣地位的觀點大相逕庭，例如「中華民國就是台灣」與「台灣是中華民國的一省」，主權的涵義並不相同。
在解嚴後，國民黨黨國體制崩解，台灣進入民主化時期，由具有投票權的公民推動修改憲法、國會全面改選、總統直接民選、政黨輪替及制訂《公民投票法》等民主化進程後，有觀點認為現行中華民國政府的體制，已經相當於通過台灣公民的認可。中華民國總統與國會議員等政府公職，也是由台灣公民以民主方式選出。
辜寬敏則認為：台灣已經是完整、獨立的國家，所以目前已經沒有獨立的問題，只需要追求國家的正常化，是台灣下一階段必須努力的目標；未來民進黨若再贏得政權，就必須制定台灣憲法，透過新憲的制定，完成邁向正常國家最重要的一步
目前，民主進步黨內的主流政治觀點為：「台灣就是中華民國，中華民國就是台灣」，但此種說法讓許多獨派與統派人士皆不表認同。
包含民主進步黨在內的部分泛綠人士認為臺灣在歷經國會全面改選以及總統民選後，台灣的地位已定。但不論是主張「中華民國在臺灣」，或是主張「中華民國就是臺灣」的觀點，皆與臺灣地位未定論不符。

### 引用
1. 1 2  楊新一. . 台北市: 胡氏圖書. 2000年: 202. ISBN 9575750640.
2. 1 2  林博文. . 台北市: 時報文化. 2009年: 160–161. ISBN 9571350249.
3. 1 2 3  王键. . 北京市: 九州出版社. 2013年: 37. ISBN 7510824540.
4. 1 2 3 4 5 6 7 8 9 10  廖德智. .  (Ph.D.论文). 中國文化大學. 2007年.
5. 1 2  胡平. . 南昌市: 二十一世纪出版社. 2013年: 40. ISBN 7539182741.
6. 1 2  周湘華. . 台北市: 秀威出版. 2008年: 40. ISBN 986221113X.
7. 1 2  中美关系史丛书编辑委员会.  2. 重庆市: 重庆出版社. 1985年: 484.
8. 1 2  苏格. . 北京市: 世界知识出版社. 1998年: 131. ISBN 7501210144.
9. ↑  Truman, Harry. . 1950: 11.
10. ↑  Department of State.  22. Washington, D.C.: 美國政府印務局. 1950: 80.
11. 1 2 3 4  張五岳、阮銘.  (PDF). 台灣新世紀文教基金會. 2000年4月1日  [2017年12月31日]. （原始内容存档 (PDF)于2021年1月6日）.
12. ↑  李福鐘.  (PDF). 中山女子高級中學歷史學科中心: 4.   [2017年12月31日]. （原始内容 (PDF)存档于2018年1月30日）.
13. 1 2 3 4 5  徐浤馨. . 台灣國際研究季刊. 2012, 8 (4).
14. ↑  杜蘅之. . 新北市: 臺灣商務印書館. 1991年: 511. ISBN 9570503548.
15. ↑  王泰升. . 月旦法學雜誌. No. 9 (台北市: 元照出版): 10.
16. ↑  劉國斯. . 人文暨社會科學期刊. 2008, 4 (2): 31.
17. 1 2  台灣國際法學會. . 台北市: 秀威資訊. 2017年: 15. ISBN 9863264946.
18. 1 2  林呈蓉. . 台灣歷史學會.   [2017年12月31日]. （原始内容存档于2015年3月13日）.
19. ↑  Monte R. Bullard.  (PDF). Monterey, CA: James Martin Center for Nonproliferation Studies (CNS). 2008: 294  [2018-01-30]. （原始内容 (PDF)存档于2016-04-13） （英语）. He explained that the U.S. regards the status of the island as unsettled ...... This statement of purpose was never formally implemented or executed
20. ↑   (PDF). Congressional Research Service: 9. 2014-10-10  [2017-03-08]. （原始内容存档 (PDF)于2017-04-10） （英语）. In neither [the Japanese Peace Treaty of 1951 nor the Treaty of Peace between the Republic of China and Japan of 1952] did Japan cede this area [of Formosa and the Pescadores] to any particular entity.
21. ↑  Warren R. Austin to Trygve Lie, August 25, 1950，第3頁第4點，1950年8月25日，美國總統杜魯門就台灣問題給美國駐聯合國代表奧斯汀的信，美國杜魯門圖書館與博物館網站 （页面存档备份，存于），（英文）."The action of the United States was expressly stated to be without prejudice to the future political settlement of the status of the island. The actual status of the island is that it is territory taken from Japan by the victory of the Allied Forces in the Pacific. Like other such territories, its legal status cannot be fixed until there is international action to determine its future. The Chinese Government was asked by the Allies to take the surrender of the Japanese forces on the island. That is the reason the Chinese are there now."
22. ↑  何應欽. . 臺北市: 正中書局. 1974年10月: 第89至90頁.
23. ↑  臺灣省佔領計畫 （页面存档备份，存于），國家發展委員會檔案管理局網站
24. ↑  臺灣光復初期的接收與治理-臺灣接收工作-接收規畫 （页面存档备份，存于），國家發展委員會檔案管理局網站
25. ↑  終戰後臺灣軍事佔領接收的籌備準備 （页面存档备份，存于），第11頁，楊護源，高雄師大學報第三十七期，2014
26. ↑  薛化元, 從歷史文獻看台灣國際的定位問題 （页面存档备份，存于）, 2009
27. ↑  薛化元, 台灣國家定位的歷史演變 （页面存档备份，存于）
28. ↑  張炎憲. . 台灣國際法學會.   [2015年2月6日]. （原始内容存档于2014年12月16日） （中文）.
29. 1 2 3 4  George H. Kerr. . Boston: Houghton Mifflin. 1965. OCLC 242620. OL 5948105M （英语）.
30. ↑  陳世昌. . . 臺北市: 時報出版. 2015年12月5日: 33–34. ISBN 9789571364865.
31. ↑  張寒青. . 北台灣學報 (臺北市: 北臺灣科學技術學院). 2007年3月, (30): 255.
32. ↑  Department of State. . Vol. VIII, The Far East. Washington: 美國政府印務局. 1971: 358–359 （英语）. In particular, it is considered that exemption from Japanese jurisdiction was not intended to be accorded the estimated 20,000 persons in Japan claiming to be Taiwanese; these persons throughout the war were enemy nationals and according to Japanese law still retain Japanese nationality, excepting only those who have individually divested themselves thereof in accordance with established procedure......It should, however, be pointed out that from the legal standpoint the transfer of Taiwan's Sovereignty remains to be formalized; assumably a treaty of cession will in due course be negotiated which will effect such transfer and which may contain provisions in regard to appropriate change in the national status of Taiwan's residents.
33. ↑  湯熙勇.  (pdf). 人文及社會科學集刊 (中央研究院人文社會科學研究中心). 2005年6月, 17 (2): 419–421. ISSN 1018-189X.
34. ↑  何義麟.  (PDF) (报告). 臺北市: 財團法人交流協會: 6, 11. 2002年2月  [2016-08-14]. （原始内容 (PDF)存档于2016-10-16）.
35. ↑  Department of State. . Vol. VII, The Far East: China. Washington: United States Government Printing Office. 1972: p. 433 （英语）. Formosans stress American responsibility through Cairo decision and have published intent to appeal for American help in seeking UN intervention pending final transfer sovereignty to China. Responsible island-wide group preparing formal petition and has so advised Consulate. One such petition received addressed to General Marshall. Possibilities of interim administration under SCAP openly discussed. ...... American prestige high and intervention profoundly desired by Formosans who believe representations at Nanking and direct intervention here justifiable for UN under present Japanese de jure sovereignty status.
36. ↑  Tillman Durdin. . New York Times (New York). 1947-03-29  [2015-01-25]. （原始内容存档于2015-03-08） （英语）. Formosans are reported to be seeking United Nations' action on their case. Some have approached foreign consuls to ask that Formosa be put under the jurisdiction of Allied Supreme Command or be made an American protectorate. Formosan hostility to the mainland Chinese has deepened.
 Two women who described events at Pingtung said that when Formosans assembled to take over the administration of the town they sang "The Star Spangled Banner."
37. ↑  Tillman Durdin. . New York Times (New York). 1947-03-30  [2015-03-06]. （原始内容存档于2015-03-08） （英语）. All foreign witnesses of the slaughters, looting and wholesale imprisonment of natives by Chinese troops and police agree that bitter hostility has been fanned among Formosans......China's possession of the island has not been formalized by international treaty. This cannot come about until the peace pact with Japan is concluded. Formosans know this and some are talking of appealing to the United Nations to put the island under an international mandate. They stress that China has no more historical claim to Formosa than the Japanese, Dutch and Portuguese, who had early trading interests there.
38. ↑  HC Deb 30 June 1947 vol 439 c938 （页面存档备份，存于） （英文）. "It is the view of His Majesty's Government that formal transfer of territories formerly owned or annexed by Japan must await the eventual Peace Conference with Japan."
39. ↑  蘇瑶崇.  (PDF) (报告). 臺北市: 財團法人交流協會: 3. 2005年1月  [2016-08-18]. （原始内容 (PDF)存档于2016-10-16）.
40. ↑  司法院院解字第3708號（民國36年12月12日），判解函釋─司法解釋，司法院法院資料檢索系統
41. ↑  莊嘉農. . 台北市: 前衛出版社. 1993年: 178–179.
42. ↑  . 網上神州五十年. 香港電台.   [2016年8月14日]. （原始内容存档于2016年10月16日）.
43. 1 2 3 4  汪小平.  (PDF). 中国社会科学院近代史研究所青年学术论坛 (社会科学文献出版社). 2002年, (2002年卷)  [2016-08-14]. ISBN 7801901681. （原始内容存档 (PDF)于2016-10-16）.
44. ↑  李宗仁／口述. . . 唐德剛／撰寫. 遠流出版. 2010: 頁854. ISBN 9573265893.
45. ↑  林桶法.  (PDF). 國史館學術集刊 (國史館). 2007年9月, (13): 110  [2016-08-15]. （原始内容 (PDF)存档于2015-09-23）.
46. ↑  〈蔣中正致陳誠電〉，民國38年1月12日，《總統手令錄底》—（民國38年1月1日至8月16日），台北，「國史館」藏
47. ↑  〈交擬稿件—民國三十七年一月至民國三十八年十二月〉，國史館藏，《蔣中正總統文物》，典藏號：002-070200-00024-058
48. ↑  林朝億. . 新頭殼. 2017年1月3日  [2017年1月3日]. （原始内容存档于2017年1月4日）.
49. ↑  叶克飞. . 中国网. 中国外文出版发行事业局. 2016年1月15日  [2016年8月15日]. （原始内容存档于2020年8月6日）.
50. ↑  陳錦昌. . 臺北市: 向陽文化. 2005: 頁57. ISBN 9868154324.
51. ↑  CIA.  (PDF): pp. 1–4. 1949-03-14  [2015-03-08]. （原始内容存档 (PDF)于2015-02-15） （英语）. From the legal standpoint, Taiwan is not part of the Republic of China. Pending a Japanese peace treaty, the island remains occupied territory......neither the US, or any other power, has formally recognized the annexation by China of Taiwan......There is a strong sentiment in Taiwan favoring autonomy, but the situation is complicated by the conflicting interests of the native Taiwanese and Chinese Nationalist element. The Taiwanese bitterly resent the performance of the Nationalist administration on Taiwan since VJ-day. The Chinese rulers have exploited the native population to the limit, without regard for their welfare or the preservation of the island's resources......The Nationalist Army, Navy and Air Force are not only inefficient, but their loyalty and will to fight are questionable. In addition, such a refugee regime would be unstable because of the hostility of the local population which, in these circumstances, would be increasingly susceptible to Communist influence.
52. ↑  Department of State. . Vol. IX, The Far East: China. Washington: 美國政府印務局. 1974: 332–333 （英语）.
53. ↑  Department of State. . Vol. IX, The Far East: China. Washington: United States Government Printing Office. 1974: p. 336 （英语）. Dept's position re status Taiwan made clear in statement by Dept spokesman that final determination must await conclusion peace settlement for Japan.
54. ↑  Department of State. . Vol. IX, The Far East: China. Washington: United States Government Printing Office. 1974: 342 （英语）. ......should a refugee Chinese government or a Chinese government in exile be set up in Taiwan, which is not yet legally Chinese territory, it is probable that the British Government would simply appoint a British Consulate in Tamsui as an office of the British Embassy in China.
55. ↑  蔣經國先生全集編輯委員會.  第一冊. 臺北市: 行政院新聞局. 1991年: 頁446–447. ISBN 9570000589.
56. ↑  高純淑. . 呂芳上主編  (编). . 香港: 天地圖書. 2014: 137.
57. ↑  陳雷等編著. . 台北: 傳記文學出版社. 1978-06-01: 60.
58. ↑  . The Economist (London: The Economist Group). 1949-07-16: 124. General Chiang's journey from his stronghold in Formosa to the Philippines has made more urgent than before the question of future of Formosa, which until a peace treaty is signed with Japan remains in international law Chinese-occupied Japanese territory. ...... The situation is further complicated by the tensions which have existed between the Formosans and the intruders from the mainland since the capitulation of Japan. The Formosans rose in revolt in 1947, but were suppressed with great severity. ...... Nobody so far has paid any attention to the wishes of Formosa's inhabitants, but it is arguable that should be considered. The agreements made with the Nationalist Government about the provisional postwar occupation of Formosa would lapse if recognition were at any time to be withdrawn from it, unless these agreements were specifically to be renewed in favour of a Communist China; meanwhile, ultimate authority would revert to the Supreme Commander of the Allied Powers as part of his responsibility for all Japanese territory.
59. ↑  . The Economist (London: The Economist Group). 1949-07-23: 195. When plans were made during the Pacific war for disposing of Japan's colonial empire, it was not expected that there would be any trouble over the return of the island of Formosa to China. Japan had annexed Formosa from China in 1895, as part of the spoils of victory in the Sino-Japanese war of the previous year; the population was almost entirely Chinese-speaking and on ethnic grounds, as well as on the basis of former posses[s]ion, China appeared to have an indisputable claim to the reversion of the territory. When, therefore, Japan surrendered in 1945, it was not only agreed that China should undertake the military occupation of Formosa, but China was regarded as having incorporated it as a province of the Chinese Republic even in advance of any formal cession by Japan—which could not be effected until the conclusion of a peace treaty.
60. ↑  HC Deb 14 November 1949 vol 469 c1679 （页面存档备份，存于） （英文）. "Any change in the legal status of Formosa can only be formally effected in a treaty of peace with Japan."
61. ↑  Memorandum by Voorhees to Johnson, 14 December 1949, Formosa file, RG 6, box 8, MacArthur Memorial, NARA （英文） "Formosa remains legally a part of Japan until a treaty of peace. At Potsdam, it was agreed that Japanese areas other than the four main islands should be assigned respectively to certain of the Allies for control until a treaty could be made. Under this plan Formosa was assigned to China......until there is a treaty of peace the Nationalist Government of China is merely a custodian......"
62. ↑  Peter Lowe.  (2nd ed.). New York: Routledge. 2014: p. 135. ISBN 1317890930 （英语）.
63. ↑  《中華民國史事概要》（1950年1～3月卷），頁60–61
64. ↑  TNA: CAB 129/41/6 （页面存档备份，存于）, Formosa, 03 July 1950, p. 2 （英文） "In 1943 Formosa was part of the territory of the Japanese Empire and His Majesty's Government consider that Formosa is still de jure part of that territory......On 25th October, 1945, as a result of an Order issued on the basis of consultation and agreement between the Allied Powers concerned, the Japanese Forces in Formosa surrendered to Chiang Kai-shek. Thereupon, with the consent of the Allied Powers, administration of Formosa was undertaken by the Government of the Republic of China."
65. ↑  Department of State. . Vol. VII, Korea. Washington: United States Government Printing Office. 1976: p. 383 （英语）. Even though declarations in regard to the intention of the US and UK toward the return of Formosa to China had been made at Cairo and even though these declarations of intentions had been confirmed by the Potsdam pronouncements with which the USSR was associated, the fact was that the title to Formosa had not passed to China. I myself seriously doubted the legal authority of two or three powers to convey title for Formosa to China and that actually China could not be vested with the title to Formosa except by the terms of an international agreement or peace settlement with Japan or alternatively in accordance with and pursuant to a lawfully made decision of the UN.
66. ↑  HC Deb 26 July 1950 vol 478 c60W （页面存档备份，存于） （英文）. "His Majesty's Government have recognised de jure the Chinese Central People's Government as the legitimate Government of China, and as such entitled to enjoy the rights of the Chinese State.
 Formosa is still de jure Japanese territory and there is no Government of Formosa as such. Following on the surrender of Japan, the Chinese Government of the day assumed, with the consent of the remaining Allies, the provisional administration of the territory pending the final determination of its status at a peace settlement......because of the provisional nature of the present administration of Formosa, it is the hope of His Majesty's Government that the disposal of Formosa will be decided, as has always been contemplated, in connection with the peace settlement, with Japan."
67. ↑  Department of State. . Vol. VI, East Asia and the Pacific. Washington: United States Government Printing Office. 1976: p. 398 （英语）. There come to mind number of factors, generally unenvisaged at time Cairo Declaration, which lead us not to accept that Declaration as necessarily last word on subj Formosa.
 (a) Commitments by USSR in connection with Cairo and Potsdam (e.g. independence of Korea and support of Natl Govt of Chi) have been grossly flouted;
 (b) Record of Chi Natl Govt in Formosa, which assumed responsibility fol VJ-Day, has not been satis;
 (c) It appears to us to be one thing to turn Formosa over to Rep of Chi as constituted at time Cairo Declaration; quite another to turn it over to Peiping regime which is acting in support of Moscow conspiracy against free nations;
 (d) In view drastic change in situation in Chi and hostile totalitarian regime now established Peiping, are democratic countries not entitled to question the turning of Formosa over to such regime without consulting Formosans or applying principles of UN Charter applicable to dependent peoples?......
68. ↑   (PDF). United Nations: p. 4. 1950-08-25  [2015-02-18]. （原始内容存档于2021-01-09） （英语）. The action of the United States was expressly stated to be without prejudice to the future political settlement of the status of the Island. The actual status of the Island is that it is territory taken from Japan by the victory of the Allied Forces in the Pacific. Like other such territories, its legal status cannot be fixed until there is international action to determine its future. The Chinese Government was asked by the Allies to take the surrender of the Japanese forces on the Island. That is the reason the Chinese are there now.
69. ↑  Harry S. Truman. . Harry S. Truman Library and Museum. 1950-08-27  [2015-03-08]. （原始内容存档于2015-03-08） （英语）.
70. 1 2 3  顧維鈞／英語口述.  第九分冊. 中國社會科學院近代史研究所／譯. 北京市: 中華書局. 1989年5月. ISBN 7101002153.
71. 1 2  John J. Tkacik. . Washington, D.C.: The Heritage Foundation. 2004-12-01: p. 184. ISBN 0891952705 （英语）.
72. ↑  Department of State. . Vol. XXIII: 1950. Washington, D.C.: United States Government Printing Office. 1950: pp. 607–608 （英语）. Formal transfer of Formosa to China was to await the conclusion of peace with Japan or some other appropriate formal act......The Government of the United States has made it abundantly clear that the measures it has taken with respect to Formosa were without prejudice to the long-term political status of Formosa, and that the United States has no territorial ambitions and seeks no special position or privilege with respect to Formosa. The United States believes further that the future of Formosa and of the nearly 8 million people inhabited there should be settled by peaceful means in accordance with the Charter of the United Nations.
73. 1 2 3  中華民國外交問題研究會. . 臺北市: 中國國民黨中央委員會黨史委員會. 1966年8月.
74. ↑  〈駐美大使顧維鈞致總統府秘書長王世杰電〉（1950年10月27日），「特交檔案」，「外交：聯合國外交」，第九卷，《蔣中正總統檔案》，台北，「國史館」藏
75. ↑  Department of State. . Vol. VI, East Asia and the Pacific. Washington: United States Government Printing Office. 1976: p. 588 （英语）. On the question of Formosa, we have noted that both Chinese claimants have insisted upon the validity of the Cairo Declaration and have expressed reluctance to have the matter considered by the United Nations. We agreed that the issues should be settled by peaceful means and in such a way as to safeguard the interests of the people of Formosa and the maintenance of peace and security in the Pacific, and that consideration of this question by the United Nations will contribute to these ends.
76. ↑  Department of State. . Vol. XXIV: 1951. Washington, D.C.: United States Government Printing Office. 1951: pp. 65–66 （英语）. That Declaration, like other wartime declarations such as those of Yalta and Potsdam, was in the opinion of the United States Government subject to any final peace settlement where all relevant factors should be considered. The United States cannot accept the view, apparently put forward by the Soviet Government, that the views of other Allies not represented at Cairo must be wholly ignored. Also, the United States believes that declarations such as that issued at Cairo must necessarily be considered in the light of the United Nations Charter, the obligations of which prevail over any other international agreement.
77. 1 2 3 4  彭孟濤.  (PDF). 臺北市: 政治大學臺灣史研究所. 2013年: 7  [2017-04-25]. （原始内容存档 (PDF)于2020-12-21）.
78. 1 2   [蔣總統秘錄]. 第十四冊第二十八卷. 由中央日報社翻译. 日本產經新聞. 1977年12月25日: 頁118.
79. ↑  Department of State. . Vol. VI, Asia and the Pacific, Part 1. Washington: United States Government Printing Office. 1977: pp. 880, 885, 895 （英语）.
80. ↑  Department of State. . Vol. VI, Asia and the Pacific, Part 1. Washington: United States Government Printing Office. 1977: p. 883 （英语）. The conversation then turned to territorial and security problems and President Quirino emphasized the deep interest of his country in the future of Formosa and expressed disagreement with what he understood would be the United States' position that the future of Formosa should be determined in the first instance by only Big Four. President Quirino intended that the Philippiones should be a party to any determinination of the future of Formosa and that in his opinion some form of United Nations trusteeship might be the most satisfactory solution. Mr. Dulles stated that the original position of the United States had been tentative only; that the United States would certainly wish to consider carefully the views of the Philippine Government on this matter and that he too had long been of the personal opinion that a United Nations trusteeship might be the best solution. However, the Chinese Nationalist Government was completely opposed to any such solution and it would therefore be useful to seek some other formula and in this regard the suggestions of the Philippine Government would be most welcome
81. ↑  Department of State. . Vol. VI, Asia and the Pacific, Part 1. Washington: United States Government Printing Office. 1977: pp. 886–887 （英语）. Mr. Spender's second point was with regard to Formosa. He said that if the intention was to confirm the National Government's title to the island Australia would have serious reservations. The Australian Government has no desire to recognize the Chinese Communist regime but is very unhappy over continued recognition of the National Government, and would be reluctant to strengthen that Government by giving it Formosa. Ambassador Dulles said that Formosa presented a difficult problem. It was not our intention to confirm the National Government's title to Formosa. Mr. Spender suggested that the best solution might be to require Japan to renounce title without indicating to whom title had been transferred.
82. 1 2 3 4  顧維鈞著；天津編譯中心編.  下冊. 北京市: 中華書局. 1997. ISBN 7-101-01616-2.
83. ↑  Department of State. . Vol. VI, Asia and the Pacific, Part 1. Washington: United States Government Printing Office. 1977: pp. 953, 954 （英语）. It is the view of His Majesty's Government in the United Kingdom that the Central People's Government of China should be invited to participate in any negotiations for the conclusion of a peace treaty with Japan......With respect to the second point, that is the renunciation by Japan of claims to Formosa in favor of China without specifying what China. Sir Oliver said that he thought our language, which provided for the renunciation of Formosa by Japan, but without specifying who should have it was a little bit vague......Ambassador Dulles said that this, too, presented us with many problems but that we would consider the British views carefully.
84. ↑  Department of State. . Vol. VI, Asia and the Pacific, Part 1. Washington: United States Government Printing Office. 1977: pp. 977, 978 （英语）. As the Government of the United States does not recognize the Central People's Government of China it would not find it possible to invite that regime to participate in negotiations with it for the conclusion of a Peace Treaty with Japan......With respect to Formosa, Mr. Dulles emphasized the view of the United States that a Treaty with Japan should do nothing which would of itself and suddenly eliminate all international concern over the disposition of Formosa; nor did it appear wise to the United States Government that Japan by a Treaty should be compelled to take action which might in fact result in Japan itself becoming embroiled in a controversy or being given an opportunity to claim that the “China to which Formosa had been turned over was not the “China to which the Japanese had intended, by the Treaty, Formosa should be turned over. Mr. Dulles then reviewed at some length the United States general position with regard to Formosa and the undesirability of turning over to a Communist regime the island and people of Formosa without some attempt being made to determine the desires of the people of that island......
85. ↑  . New York Times (New York). 1951-05-05: p. 4  [2015-01-28]. （原始内容存档于2015-03-08） （英语）. It has not, sir. Legalistically it is still a part of defeated Japan. The disposition of the various segments of the Empire of Japan has not yet been formally determined. There were certain agreements that were entered into, as I understood it, at Yalta and other places, but legalistically Formosa is still a part of the Empire of Japan. ...... The Allies turned over what you might call the administration and the trusteeship of Formosa to China, just as Japan was turned over to us, and it is still in that status.
86. ↑  Department of State. . Washington: United States Government Printing Office. 1951: p. 93. The treaty also provides for Japan to renounce its sovereignty over Formosa and the Pescadores Islands. The treaty itself does not determine the future of these islands. The future of Formosa was referred to in the Cairo Declaration but that Declaration also contained provisions in respect to Korea, together with the basic principles of non-aggression and no territorial ambitions. Until China shows by her action that she accepts those provisions and principles, it will be difficult to reach a final settlement of the problem of Formosa. In due course a solution must be found, in accord with the purposes and principles of the Charter of the United Nations. In the meantime, however, it would be wrong to postpone making peace with Japan. We therefore came to the conclusion that the proper treatment of Formosa in the context of the Japanese peace treaty was for the treaty to provide only for renunciation of Japanese sovereignty.
87. ↑  Department of State. . Vol. VI, Asia and the Pacific, Part 1. Washington: United States Government Printing Office. 1977: p. 1349 （英语）. FYI word “terrs” shld not be employed in way to imply Formosa is for purposes of Treaty already legal Dept China. Such action wld make difficult any possible future UN action; also it is not believed to be matter to be determined only by bilat Sino-Jap arrangement.
88. ↑  張羣. . 臺北市: 中日關係研究會. 1980年: 頁133–134.
89. ↑  〈陳顧問延炯呈蔣總統〉（1952年3月20日），革命文獻─對日議和（中），《蔣中正總統檔案》，台北，「國史館」藏
90. ↑  〈議定中華民國與日本國間和平條約總報告書〉（民國41年5月13日），第１１面左頁，外交部「對日和約」案卷第５４冊，台北：國家檔案局
91. ↑  持續「抗日」合理「中華殖民主義」 （页面存档备份，存于），Orange Nick，極光電子報，2015-08-28
92. ↑   （日語）.
93. ↑  Department of State. . Vol. XIV, China and Japan, Part 1. Washington: United States Government Printing Office. 1985: p. 770 （英语）. ......Formosa and the Pescadores had a distinctive juridical status under the Japanese Peace Treaty. They were not technically under Chinese sovereignty since Japan had made no cession in favor of China......once we mad a security treaty with Nationalist China covering Formosa and the Pescadores, it would be necessary for them to refrain from offensive operations from their “privileged sanctuary”.
94. ↑  Department of State. . Vol. XIV, China and Japan, Part 1. Washington: United States Government Printing Office. 1985: p. 811 （英语）. ......Japan never ceded sovereignty over Formosa and the Pescadores to China. Japan renounced its own sovereignty but left the future title undefined. Thus the United States as principal victor of Japan has an unsatisfied interest in these former Japanese islands.
95. ↑  Department of State. . Vol. XXXI: 1954. Washington, D.C.: United States Government Printing Office. 1954: p. 896 （英语）. The legal position is different, as I think I pointed out in my last press conference, by virtue of the fact that technical sovereignty over Formosa and the Pescadores has never been settled. That is because the Japanese peace treaty merely involves a renunciation by Japan of its right and title to these island. But the future title is not determined by the Japanese peace treaty, nor is it determined by the peace treaty which was concluded between the Republic of China and Japan. Therefore, the juridical status of these islands, Formosa and the Pescadores, is different from the juridical status of the offshore islands which have always been Chinese territory.
96. ↑  HC Deb 20 December 1954 vol 535 c2431 （页面存档备份，存于） （英文）. "The position with regard to Formosa is that Japan has renounced her sovereignty over it, but in our view it has not become part of China."
97. ↑  Department of External Affairs. . Vol. 26. Canberra: Department of External Affairs. 1955: p. 57 （英语）. In this area of tension and danger a distinction, I think, can validly be made between the position of Formosa and Pescadores, and the islands off the China coast now in Nationalist hands; the latter are indisputably part of the territory of China; the former, Formosa and the Pescadores, which were Japanese colonies for fifty years prior to 1945 and had had a checkered history before that are not...... Negotiations for a cease fire need not involve any question of the final disposition of the territory in dispute.
98. ↑  HC Deb 01 February 1955 vol 536 c901 （页面存档备份，存于） （英文）. "It contained merely a statement of common purpose. ...... The question of future sovereignty over Formosa was left undetermined by the Japanese Peace Treaty."
99. ↑  Drew Middleton. . New York Times (New York). 1955-02-02  [2015-03-08]. （原始内容存档于2015-03-08） （英语）.
100. ↑  HC Deb 04 February 1955 vol 536 c159W （页面存档备份，存于） （英文）. "......This Declaration was a statement of intention that Formosa should be retroceded to China after the war. This retrocession has, in fact, never taken place, because of the difficulties arising from the existence of two entities claiming to represent China, and the differences amongst the Powers as to the status of these entities.
......In September, 1945, the administration of Formosa was taken over from the Japanese by Chinese forces at the direction of the Supreme Commander of the Allied Powers; but this was not a cession, nor did it in itself involve any change of sovereignty. The arrangements made with Chiang Kai-shek put him there on a basis of military occupation pending further arrangements, and did not of themselves constitute the territory Chinese.
 Under the Peace Treaty of April, 1952, Japan formally renounced all right, title and claim to Formosa and the Pescadores; but again this did not operate as a transfer to Chinese sovereignty, whether to the People's Republic of China or to the Chinese Nationalist authorities. Formosa and the Pescadores are therefore, in the view of Her Majesty's Government, territory the de jure sovereignty over which is uncertain or undetermined.
The Nationalist-held islands in close proximity to the coast of China are in a different category from Formosa and the Pescadores since they undoubtedly form part of the territory of the People's Republic of China."
101. ↑  . The Times (London). 1955-02-05 （英语）.
102. ↑  James Reston. . New York Times (New York). 1955-02-06  [2015-03-12]. （原始内容存档于2015-03-08） （英语）. ......Secretary of State Dulles prepared to go before the Senate Foreign Relations Committee tomorrow to urge Senate ratification of the mutual assistance treaty with the Republic of China.
 The Administration clarified its position on the legal status of Formosa, and was prepared to make clear to the Senate that ratification of the treaty with President Chiang Kai-shek would not give him legal sovereignty over Formosa and Pescadores......
 ......Some prominent Democrats have suggested that the signing of a mutual defense agreement with President Chiang will change the legal status of these territories and give the Nationalists sovereignty over them.
 Mr. Dulles will reject this argument when he testifies on the treaty this week. He will assert that the Administration does not regard the sovereignty of Formosa and the Pescadores as having been settled. His view is that the treaty will not give General Chiang sovereignty over these islands.
 Ths position of the Administration is that these territories were handed over to the Allied and associated powers of World War II by Japan, which had held them since 1895, and that General Chiang was merely asked to administer them for the Allied and associated powers pending a final decision as to their ownership......
103. ↑  HC Deb 04 May 1955 vol 540 c1867 （页面存档备份，存于） （英文）. "It is the understanding of the Senate that nothing in the treaty shall be construed as affecting or modifying the legal status or sovereignty of the territories to which it applies."
104. ↑  Department of External Affairs. . Vol. 26. Canberra: Department of External Affairs. 1955: p. 176 （英语）. As to the juridical status of Formosa, this was something yet to be determined, and would no doubt some day be determined by the United Nations or under United Nations machinery.
105. ↑  HC Deb 09 February 1955 vol 536 c216w （页面存档备份，存于） （英文）. "I have been unable to trace any such proclamation. Unilateral declarations could not affect the legal status of Formosa......"
106. ↑  TNA: CAB 129/73/38 （页面存档备份，存于）, Formosa, 11 February 1955, p. 1–2 （英文） "In September, 1945, the administration of Formosa was taken over from the Japanese by Chinese forces pursuant to the Japanese Instrument of Surrender and General Order No. 1 issued by the Japanese Government at the direction of the Supreme Commander for the Allied Powers, dated September 2, 1945. But this was not a cession nor did it in itself involve any change of sovereignty. The arrangements made with Chiang Kai-shek put him there on a basis of military occupancy, responsible to the whole body of the Allies, pending a peace treaty with Japan or, if the status of Formosa was not finally settled by that treaty (which it was not), then pending an eventual settlement about Formosa—which has not yet taken place. The arrangements did not of themselves constitute the territory Chinese."
107. ↑  Department of State. . Vol. XXXII: 1955. Washington, D.C.: United States Government Printing Office. 1955: p. 329 （英语）. In 1945 our long-time ally, the Republic of China, was entrusted with authority over these islands.
108. ↑  HC Deb 04 May 1955 vol 540 cc1870–1 （页面存档备份，存于） （英文）. "The document in question was the Cairo Declaration. That was couched in the form of a statement of intention, and as it was merely a statement of intention, it is merely binding in so far as it states the intent at that time, and therefore it cannot by itself transfer sovereignty......The case of Formosa is different. The sovereignty was Japanese until 1952. The Japanese Treaty came into force, and at that time Formosa was being administered by the Chinese Nationalists, to whom it was entrusted in 1945, as a military occupation......That position has been made quite clear by the statement the Prime Minister made in the House on 4th February, which has been quoted by the hon. and learned Member. Therefore I shall not repeat it. In reply—I quote the concluding passages of his statement—he said: "Formosa and the Pescadores are therefore, in the view of Her Majesty's Government, territory the de jure sovereignty over which is uncertain or undetermined." ......the fact is that Formosa is not under Chinese sovereignty. That does not mean that the Chinese Nationalists have no right to be there. Their presence springs from their military occupancy in which they were placed by the Allied Powers in 1945, pending future arrangements."
109. ↑  Department of State. . Vol. II, China. Washington: United States Government Printing Office. 1986: p. 619 （英语）. ......Even the juridical position of Taiwan is in doubt. The United States also has an interest in Taiwan which we got away from Japan. Japan has merely renounced sovereignty over Taiwan which has not been disposed of by the peace treaty and not ceded to anyone.” Consequently the United States could assert a legal claim until Taiwan is disposed of by some means. We cannot, therefore, admit that the disposition of Taiwan is merely an internal problem.
110. ↑  HC Deb 19 November 1958 vol 595 c1140–1 （页面存档备份，存于） （英文）. "......the Cairo Declaration, which was reaffirmed by the Potsdam Declaration, was merely a statement of common purpose. Both were made at a time when there was only one entity claiming to represent China. Since then there has been a civil war in China and opinions differ as to who now represents the Government of China. The problem of Formosa has become an international one, in which a number of nations are concerned, and it cannot be solved merely by reference to the Cairo and Potsdam Declarations."
111. ↑   （日語）.
112. ↑  Department of State. . Vol.  XXII, Northeast Asia. Washington: United States Government Printing Office. 1996: p. 698. ISBN 0160452066 （英语）. He recalled that the legal status of the island of Formosa was not determined at the San Francisco Peace Conference, at which Japan merely renounced her sovereignty. He repeated a suggestion he had made to Ambassador Stevenson, that a conference of those nations which attended the San Francisco Conference be called to determine the legal status of Formosa.
113. ↑   (PDF). United Nations: p. 1070. 1961-12-15  [2015-03-20]. （原始内容存档于2021-01-08） （英语）. I wish, however, to make it clear that, in the view of Her Majesty's Government in the United Kingdom sovereignty over the island of Formosa is undetermined. It therefore follows in its view that the question as to who should represent Formosa in the United Nations is also undetermined. The vote which I cast in favour of the draft resolution and of the amendment does not prejudice the position of Her Majesty's Government on this point.
114. ↑  HC Deb 20 December 1961 vol 651 c1519 （页面存档备份，存于） （英文）
115. ↑   （日語）.
116. ↑   （日語）.
117. ↑   （日語）.
118. ↑   （日語）.
119. ↑  . New York Times (New York). 1964-05-19  [2015-02-19]. （原始内容存档于2015年2月19日） （英语）. Taiwan “was detached from Japan, but it was not attached to anyone.
120. ↑  Drew Middleton. . New York Times (New York). 1964-04-24  [2015-02-19]. （原始内容存档于2015年2月19日） （英语）. the long-term status of Taiwan is unclear and “this is a question which must be decided one of these days, taking the wishes of the Formosa population into consideration.
121. ↑  戴天昭／著. . 李明峻／譯. 臺北市: 前衛出版社. 2010年7月10日: 頁651. ISBN 9578016476.
122. ↑  HC Deb 23 June 1966 vol 730 c130W （页面存档备份，存于） （英文）. "Her Majesty's Government believe that the China seat in the United Nations should be occupied by representatives of the Chinese People's Republic. As for Formosa, it is our view that sovereignty over this island is undetermined."
123. ↑  HC Deb 19 December 1966 vol 738 cc185–6W （页面存档备份，存于） （英文）. "Our position on the status of Formosa was outlined on 28th November by my noble Friend Lord Caradon in his explanation of our vote in the General Assembly of the United Nations on the question of Chinese representation in that organisation. A copy186W of his statement is in the Library. It remains our view that sovereignty over the island of Formosa is undetermined."
124. ↑   (PDF). The Association for Diplomatic Studies and Training. Foreign Affairs Oral History Project. 2001: 69–70  [2020-08-02]. （原始内容存档 (PDF)于2019-04-24）.
125. ↑   （日語）.
126. ↑   （日語）.
127. ↑  J. Michael Cole. . Taipei Times (Taipei). 2011-09-06  [2015-03-20]. （原始内容存档于2020-03-30） （英语）.
128. ↑  維基解密／2007年 美要求 聯合國不再稱 「台灣是中國一部分」 （页面存档备份，存于）, 自由時報, 2011-09-07
129. ↑  Emma Chanlett-Avery; Derry Dumbaugh; William H. Cooper.  (PDF). Washington, D.C.: Congressional Research Service: p. 6. 2008-12-19  [2015-03-08]. （原始内容存档 (PDF)于2014-12-28） （英语）. ......after Japan's defeat in 1945, Taiwan and the Pescadores were assigned to the Republic of China for purposes of post-war occupation. Taiwan was still under this occupation four years later, when the ROC government fled to Taiwan after the communist victory in the civil war on mainland China.
130. ↑  台灣安保協會,  （页面存档备份，存于）, 台灣獨立建國聯盟, 2010年10月5日
131. 1 2 3  . 2008年4月17日  [2018年6月9日]. （原始内容存档于2021年1月6日） （中文（臺灣））.
132. 1 2 3  陳隆志.  (PDF). 新世紀智庫論壇. 2004-03-30, 第25期  [2018-06-09]. （原始内容存档 (PDF)于2021-01-06） （中文（臺灣））.
133. 1 2  . 台灣新世紀文教基金會. 2001年9月27日  [2018年6月9日]. （原始内容存档于2011年5月16日） （中文（臺灣））.
134. 1 2 3  . 自由時報. 2009-05-03  [2015-01-24]. （原始内容存档于2019-04-03） （中文（臺灣））.
135. ↑  . 自由時報. 2015-10-24  [2015-12-12]. （原始内容存档于2015-12-22） （中文（臺灣））.
136. ↑  . 台灣獨立建國聯盟.   [2018-06-09]. （原始内容存档于2021-01-06） （中文（臺灣））.
137. 1 2  台灣是美國軍事政府的佔領地？ （页面存档备份，存于），施正鋒，台灣時報，2009-10-11
138. ↑  台灣已獨立？蔡丁貴反駁這項說法 （页面存档备份，存于），自由時報，2016-02-17
139. ↑  第六章 對台動武的時機、模式與時限 （页面存档备份，存于），159頁，郝望著，台海兩岸綜合實力對比及預測，秀威資訊科技股份有限公司，2006年7月
140. ↑  馬英九當然是中華民國總統 （页面存档备份，存于），賴幸媛，蘋果日報，2014.4.5
141. ↑  台澎金馬在1945年正式收復回歸中華民國統治，中華民國政府擁有主權地位 （页面存档备份，存于），外交部重申台澎金馬主權，中央社記者唐佩君，2014-06-17
142. ↑  中華民國的領土當然仍然包含中國大陸，主權自然也及於中國大陸 （页面存档备份，存于），依據憲法對等稱呼大陸也是維持國家尊嚴的唯一選項，憲政法制組兼任研究員隋杜卿，財團法人國家政策研究基金會，2011-03-29
143. ↑  美關切永暑礁機場 外交部重申我主權 （页面存档备份，存于），李人岳報導，中廣新聞網，2014-11-25
144. ↑  . 聯合早報. 2008-08-20  [2017-10-27]. （原始内容存档于2021-01-08）.
145. ↑  . 環球時報. 2015-02-10  [2017-10-27]. （原始内容存档于2019-05-02）.
146. ↑  . 联合早报. 2012-12-14  [2017-10-27]. （原始内容存档于2021-01-07）.
147. ↑  . 联合国新闻.   [2017-10-27]. （原始内容存档于2016-02-20）.
148. ↑  . 2017-06-16  [2017-10-27]. （原始内容存档于2017-10-28）.
149. ↑  . 美國在台協會. 1979年1月1日  [2016年12月10日]. （原始内容存档于2017年3月18日）.
150. ↑  蔡明憲：美國官員稱 未承認臺灣為中國一部分 （页面存档备份，存于）, 美國之音, 2016/9/15
151. ↑  外交部政務次長沈呂巡與媒體記者茶敘 （页面存档备份，存于）, 中華民國外交部, 2009/11/18
152. ↑  總統會晤第12任總統當選人馬英九先生, 中華民國總統府, 2008/4/1
153. ↑  美國國會.  . 维基文库. 1979年.
154. 1 2  . 美國在台協會. 2009年11月24日  [2015年11月19日]. （原始内容存档于2015年4月2日）.
155. ↑  Office of the Legal Adviser.  (PDF). Washington, D.C.: United States Government Publishing Office. 2013-01-01: p. 324  [2015-02-17]. ISBN 9780160922930. （原始内容存档 (PDF)于2018-06-12） （英语）. The United States does not recognize the "Republic of China" as a state or government.
156. ↑  Shirley A. Kan; Wayne M. Morrison.  (PDF). Washington, D.C.: Congressional Research Service: p. 4. 2014-12-11. （原始内容存档 (PDF)于2015-06-28） （英语）. The United States has its own “one China” policy (vs. the PRC's “one China” principle) and position on Taiwan's status. Not recognizing the PRC's claim over Taiwan nor Taiwan as a sovereign state, U.S. policy has considered Taiwan's status as unsettled. ...... The United States did not state a stance on the sovereign status of Taiwan in the three U.S.-PRC Joint Communiqués of 1972, 1979, and 1982. The United States simply “acknowledged” the “one China” position of both sides of the Taiwan Strait.
157. ↑  中华人民共和国政府和大不列颠及北爱尔兰联合王国政府关于互换大使的联合公报
158. ↑  House of Commons. . London: Foreign Affairs Select Committee. 2000-11-22  [2015-11-10]. The official British position was set out in a 1972 agreement with China, under which the United Kingdom “acknowledged the position of the government of the PRC that Taiwan was a province of the PRC and recognised the PRC Government as the sole legal Government of China.
159. ↑  . 環球網. 中央社. 2016-02-05  [2017-10-24]. （原始内容存档于2019-05-02）.
160. ↑  . 鏡週刊. 2024-11-29  [2024-11-29]. （原始内容存档于2024-12-07）.
161. ↑  . 自由時報電子報. 2024-11-30  [2024-11-30]. （原始内容存档于2024-12-17）.
162. ↑  .   [2015年8月14日]. （原始内容存档于2013年11月10日） （中文）.
163. ↑  . 產經新聞. 2009-07-28  [2010-03-02]. （原始内容存档于2009-07-31）.
164. ↑  . 産経新聞. 2009-12-01  [2010-03-03]. （原始内容存档于2009-12-04）.
165. ↑  張茂森. 日本新任駐台代表今井正：台灣歸屬 日無立場認定 （页面存档备份，存于） 自由時報 2010年1月15日 [2015年1月26日查閱]
166. ↑  （页面存档备份，存于） （页面存档备份，存于） （页面存档备份，存于） （页面存档备份，存于） （页面存档备份，存于） 日本首相野田佳彥答覆參議員 （页面存档备份，存于），日本參議院，2012-3-9
167. 1 2 3 4  . 中華民國外交部. 2010-03-23  [2017-12-08]. （原始内容存档于2017-12-09）.
168. ↑  . 中華民國外交部. 2011-09-06  [2017-12-08]. （原始内容存档于2021-01-06）.[2017年12月9日查閱]
169. 1 2  . 中華民國外交部. 2015-08-26  [2016-05-15]. （原始内容存档于2016-05-31）.
170. ↑   (新闻稿). 中華民國外交部. 2025-05-08. （原始内容存档于2025-05-08） （中文（臺灣））. 台灣、澎湖及其附屬島嶼在二次世界大戰之後地位歸屬，已由《開羅宣言》、《波茨坦公告》、《日本降伏文書》及《舊金山和約》及1952年《中日和約》一系列法律文件獲得法律上的解決，而無論《波茨坦公告》、《日本降伏文書》、《舊金山和約》及《中日和約》均源自於《開羅宣言》載明台灣及其附屬島嶼（包括釣魚臺列嶼）應歸還中華民國的法律義務的實踐。
171. ↑   (新闻稿). 中華民國外交部. 2012-08-16. （原始内容存档于2015-04-19） （中文（臺灣））.
172. ↑  酆邰. . 獨立作家. 2017年1月25日. ISBN 9789869388665.
173. ↑  .   [2013-04-24]. （原始内容存档于2021-01-08）.
174. ↑  萬人空巷 力挺台灣第一女總統 蔡英文：台灣共識才是安定的來源 （页面存档备份，存于）, 民主進步黨, 2012-01-07
175. ↑  蔡英文：中華民國是台灣 （页面存档备份，存于）, 蘋果日報 (台灣), 2011年10月09日
176. ↑  .   [2013-06-12]. （原始内容存档于2004-11-16）.
177. ↑  .   [2013-07-18]. （原始内容存档于2013-05-29）.
178. ↑  . 五南圖書出版股份有限公司. 2007: 508–  [2014-12-21]. ISBN 978-957-11-4795-6. （原始内容存档于2015-03-21）.
179. ↑  台灣主權論述論文集編輯小組. . 國史館. 2001  [2014-12-21]. （原始内容存档于2015-03-21）.
180. ↑  陳春生. . 翰蘆圖書出版有限公司. 2000  [2014-12-21]. ISBN 978-957-8639-55-3. （原始内容存档于2015-03-21）.
181. ↑  Chen Lung-chu, W. M. Reisman. . Yale Law Journal (The Yale Law Journal Company, Inc.). March 1972, 81 (4): 611–612  [2015-02-15]. （原始内容存档于2021-01-07） （英语）. At the conclusion of World War II, the Supreme Commander of the Allied Command in the Pacific, General Douglas MacArthur, authorized the Nationalist Chinese authorities to accept the surrender of Formosa from the Japanese and to undertake temporarily military occupation of the island as a trustee on behalf of the Allied Powers.
182. ↑  Jonathan I Charney, J. R. V. Prescott. . 美國國際法雜誌 (American Society of International Law). July 2000, 94 (3): 458. ISSN 0002-9300. JSTOR 2555319. doi:10.2307/2555319 （英语）. After occupying Taiwan in 1945 as a result of Japan's surrender, the Nationalists were defeated on the mainland in 1949, abandoning it to retreat to Taiwan.
183. ↑  Y. Frank Chiang. . Fordham International Law Journal (Fordham University School of Law). December 2004, 28 (1): 27, 80  [2015-02-19]. （原始内容存档于2021-01-07） （英语）. In August 1945, when U.S. General MacArthur (as the Supreme Commander for the Allied Powers) assigned the R.O.C government to receive the surrender of the Japanese commanders in Taiwan, the R.O.C. government was still in control of a large part of China's territory. But, by 1949, that government had lost control over most of China's territory to the Chinese Communists in a civil war and taken refuge in Formosa, outside of China's territory.....It was the United States that assigned Chiang Kai-shek's R.O.C. government to occupy and administer the island of Taiwan on its behalf. So, fifty years later, the R.O.C. government still acts as an agent of the United States. The passage of time will not change, and has not changed, the legal relationship of agent and principal.
184. ↑  陈欣新.  (PDF). 《国际法研究》. 2017, (3): 37  [2022-02-18]. （原始内容存档 (PDF)于2022-04-08）.
185. ↑  齋藤正樹的台灣地位未定論, 自由時報, 2009-6-1
186. ↑  譚慎格警告 ECFA將讓台灣邊緣化 （页面存档备份，存于）, 自由時報, 2010-3-14
187. ↑  許慶雄，《中華民國如何成為國家》，前衛出版社2001年初版，ISBN 978-957-801-320-9，第4章第11節〈沒有建國意志如何建國〉[永久]
188. ↑  萬蓓琳. . 《新台灣新聞周刊》第291期. 2001-10-20  [2014-02-23]. （原始内容存档于2014-02-26）.
189. ↑  陳宗逸. . 《新台灣新聞周刊》第393期. 2003-10-13  [2014-02-23]. （原始内容存档于2014-02-26）.
190. ↑  許慶雄. . 《新台灣新聞周刊》第638期. 2008-06-12  [2014-04-19]. （原始内容存档于2014-04-19）.
191. ↑  許慶雄. . 民報. 2016-12-18  [2016-12-18]. （原始内容存档于2021-01-08）.
192. ↑  Lung-chu Chen, Professor of Law （页面存档备份，存于），美國紐約法學院網站
193. ↑  陳隆志, 舊金山對日和約、聯大第2758號決議與台灣地位 （页面存档备份，存于）, 新世紀智庫論壇第56期, 台灣新世紀文教基金會, 2011.12.30
194. ↑  Dwight D. Eisenhower. . Garden City, New York: Doubleday. March 1963: p. 461 （英语）. The Japanese peace treaty of 1951 ended Japanese sovereignty over the islands but did not formally cede them to "China," either Communist or Nationalist.
195. ↑  吉田茂. . 東京: 番町書房. 1963年: p. 141. ASIN B000JAHD2Y （日语）.
196. 1 2  彭明敏、黃昭堂／著. . 蔡秋雄／譯. 臺北市: 玉山社. 1995年5月1日. ISBN 9579361010.
197. ↑  吳典蓉. . 中國時報. 1999-12-18  [2014-11-17]. （原始内容存档于2014-11-29）.
198. ↑  范文欽、劉頤堃. . TVBS新聞. 2004-11-10  [2013-02-10]. （原始内容存档于2020-09-23）.
199. ↑  王建平. . 东方网. 2004-12-28  [2015-02-15]. （原始内容存档于2021-01-06）.
200. ↑  何瑞元. . 自由時報 (臺北市). 2005年5月1日  [2015年4月11日]. （原始内容存档于2021年1月9日）.
201. ↑  林志昇. . 台灣日報 (臺中市). 2006年4月26日  [2015年2月19日]. （原始内容存档于2015年1月20日） （中文）.
202. ↑  郭至楨、朱蒲青. . 中時電子報. 2007-09-27  [2014-09-22]. （原始内容存档于2015-04-02）.
203. ↑  林滿紅.  (PDF). 中央研究院週報. No. 第1144期 (中央研究院). 2007年11月1日  [2014年11月29日].
204. ↑  彭顯鈞. . 自由時報 (臺北市). 2009年4月29日  [2015年1月24日]. （原始内容存档于2021年1月9日）.
205. ↑  林建良. . 自由時報 (臺北市). 2009年5月3日  [2015年2月19日]. （原始内容存档于2015年2月19日）.
206. ↑  鮑紹霖. . 《海峽評論》第26期. 海峽評論雜誌社. 1993-02  [2016-06-12]. （原始内容存档于2016-08-07）.
207. ↑  南方朔. . 中國時報. 2009-05-05  [2015-05-16]. （原始内容存档于2021-01-08）.
208. ↑  康子仁. . 中評社. 2009-05-12  [2015-02-19]. （原始内容存档于2021-01-06）.
209. ↑  陳芳明. . 聯合報. 2009-10-13.
210. ↑  林濁水. . 台灣蘋果日報. 2009-10-15  [2013-02-10]. （原始内容存档于2017-06-22）.
211. ↑  范正祥. . 自由時報 (臺北市). 2009年11月22日  [2015年3月10日]. （原始内容存档于2015年1月21日）.
212. ↑  邱國榮. . 台灣教會公報. 2011-09-16  [2013-04-29]. （原始内容存档于2015-12-22）.
213. ↑  林宜瑩. . 台灣教會公報. 2013-08-14  [2015-01-24]. （原始内容存档于2014-07-09）.
214. ↑  王文隆. 「回首百年民國」學術研討會紀實 （页面存档备份，存于）. 《國史研究通訊》第二期. 2012. 頁93
215. ↑  劉屏. . 旺報. 2012-10-19  [2014-02-22]. （原始内容存档于2021-01-06）.
216. ↑  黃筱筠. . 中評社. 2012-11-30  [2013-02-03]. （原始内容存档于2020-09-15）.
217. ↑  鄒麗泳. . 中評社. 2013-04-29  [2014-02-22]. （原始内容存档于2014-02-27）.
218. ↑  陳慧萍. . 自由時報. 2013-04-30  [2014-02-22]. （原始内容存档于2013-07-03）.
219. ↑  黃筱筠. . 中評社. 2013-05-04  [2014-07-20]. （原始内容存档于2021-01-06）.
220. ↑  徐尚禮. . 旺報. 2013-08-09  [2014-08-16]. （原始内容存档于2021-01-09）.
221. ↑  曾薏蘋. . 《時報周刊》第1902期. 2014-08-01  [2014-11-30].[永久]
222. ↑  （页面存档备份，存于） 【台湾チャンネル】日台交流頻道第5回、教科書も間違っている台湾の国際的地位[桜H25/11/7]. . 2013年11月7日. （日語）（中文）.
223. ↑  黃揚明. . 蘋果日報 (臺北市). 2013年12月1日  [2015年2月16日]. （原始内容存档于2016年3月4日）.
224. ↑  陳茂雄. . 臺灣時報. 2014-11-10  [2014-11-15]. （原始内容存档于2014-11-29）.
225. ↑  林良昇. . 自由時報 (臺北市). 2015年10月24日  [2015年12月12日]. （原始内容存档于2015年12月22日）.
226. ↑  司徒文：美國過去「一個中國」政策是錯的 （页面存档备份，存于）, 自由時報, 2016-12-05
227. ↑  李娟．台湾地位未定论 （页面存档备份，存于） [DB/OL]．王玮，陈德正，赵学功,编 (2023-09-28) [2024] // 陈奎元．中国大百科全书. 3版网络版．北京：中国大百科全书出版社.
228. ↑  . US Supreme Court. 1998-05-26  [2010-01-29]. （原始内容存档于2021-01-07）. Even as to terra nullius, like a volcanic island or territory abandoned by its former sovereign, a claimant by right as against all others has more to do than planting a flag or rearing a monument. Since the 19th century the most generous settled view has been that discovery accompanied by symbolic acts give no more than "an inchoate title, an option, as against other states, to consolidate the first steps by proceeding to effective occupation within a reasonable time.8 I. Brownlie, Principles of Public International Law 146 (4th ed.1990); see also 1 C. Hyde, International Law 329 (rev.2d ed.1945); 1 L. Oppenheim International Law §§222-223, pp. 439-441 (H. Lauterpacht 5th ed.1937); Hall A Treatise on International Law, at 102-103; 1 J. Moore, International Law 258 (1906); R. Phillimore, International Law 273 (2d ed. 1871); E. Vattel, Law of Nations, §208, p. 99 (J. Chitty 6th Am. ed. 1844).
229. ↑  丘宏达. . Modern China Studies. 2000, (MCS 2000 Issue 4)  [2012-05-02]. （原始内容存档于2021-01-06）.
230. ↑  Henckaerts, Jean-Marie. . Kluwer Law International. 1996: 337  [2010-08-14]. ISBN 90-41-10929-3. （原始内容存档于2014-09-26）. p7. "In any case, there appears to be strong legal ground to support the view that since the entry into force of the 1952 ROC-Japan bilateral peace treaty, Taiwan has become the de jure territory of the ROC. This interpretation of the legal status of Taiwan is confirmed by several Japanese court decisions. For instance, in the case of Japan v. Lai Chin Jung, decided by the Tokyo High Court on December 24, 1956, it was stated that ‘Formosa and the Pescadores came to belong to the Republic of China, at any rate on August 5, 1952, when the [Peace] Treaty between Japan and the Republic of China came into force…’” 
p8. “the principles of prescription and occupation that may justify the ROC's claim to Taiwan certainly are not applicable to the PRC because the application of these two principles to the Taiwan situation presupposes the validity of the two peace treaties by which Japan renounce its claim to Taiwan and thus makes the island terra nullius."
231. ↑  王宏麟與李玫瑾合著.1984.《國際戰略衝突下臺灣未來的自處之道》.p330
232. ↑  October 6, 1959 CHENG FU SHENG and Lin Fu Mei, Plaintiffs, v. William P. ROGERS, Attorney General of the United States, Defendant 美國哥倫比亞地方法院判例 （页面存档备份，存于）
233. ↑   (PDF).   [2015-07-09]. （原始内容存档 (PDF)于2015-06-16）.
234. ↑  .   [2015-07-09]. （原始内容存档于2021-01-06）.
235. ↑  辜寬敏：台灣沒有獨立問題[永久], 中央廣播電臺 Radio Taiwan International, 2013/4/25

### 书目
- 陳鴻瑜：戰後有關台灣法律地位之爭論 （页面存档备份，存于）
- 林呈蓉：舊金山和平條約與台灣地位未定論（页面存档备份，存于）
- 林滿紅：界定台灣主權歸屬的國際法—《中日和約》（页面存档备份，存于）
- George H. Kerr：《被出賣的台灣》（页面存档备份，存于）（英文）